# Église Notre-Dame-de-l'Assomption de La Villeneuve-Saint-Martin
L’église Notre-Dame-de-l'Assomption est une église catholique paroissiale située au hameau de La Villeneuve-Saint-Martin de la commune d'Ableiges, dans le Val-d'Oise, en France. C'est un édifice de petites dimensions, qui ne comportait à l'origine qu'une nef de deux travées, un transept et un chœur d'une seule travée, se terminant par un chevet à pans coupés. Il fut bâtie entre 1210 et 1230 environ dans le style gothique, mais les voûtes de la nef ne furent ajoutées qu'une génération plus tard, et l'étage de beffroi du clocher n'a peut-être jamais été exécuté. À une époque indéterminée, un bas-côté a été adjoint à la nef du côté nord. Il n'existe plus à ce jour, de même que le croisillon sud du transept, remplacé par la sacristie, et les voûtes de la nef et du croisillon nord. En effet, la suppression de la paroisse dès le début du XIXe siècle et le rattachement du village de La Villeneuve à la commune d'Ableiges en 1843 entraînent un manque d'entretien, auquel l'inscription au titre des monuments historiques par arrêté du 20 novembre 1931 ne rémédie pas. Proche de la ruine, l'église bénéficie finalement d'une restauration intégrale en 1988, et se présente aujourd'hui dans un excellent état. À l'intérieur, la croisée du transept et le chœur se signalent par une architecture de qualité, que la simplicité des abords ne permet pas de soupçonner. Ableiges est à présent affilié à la paroisse Avernes et Marines, et l'église Notre-Dame accueille des messes dominicales environ quatre fois par an, à 9 h 30 ou 11 h 00.

## Localisation
L'église Notre-Dame-de-l'Assomption est située en France, en région Île-de-France et dans le département du Val-d'Oise, dans le Parc naturel régional du Vexin français, sur la commune d'Ableiges, à proximité de la route de Paris à Rouen (RD 14), au hameau de La Villeneuve-Saint-Martin, rue de l'Église. C'est la façade occidentale, précédée d'un petit parvis, qui donne sur cette étroite rue. Les élévations latérales et le chevet sont enclavés dans des jardins privés, et ne sont que partiellement visibles depuis le domaine public. En approchant de La Villeneuve-Saint-Martin par la RD 38 en provenance de Courdimanche, l'on a toutefois un bel aperçu du chevet et du clocher. 

## Historique

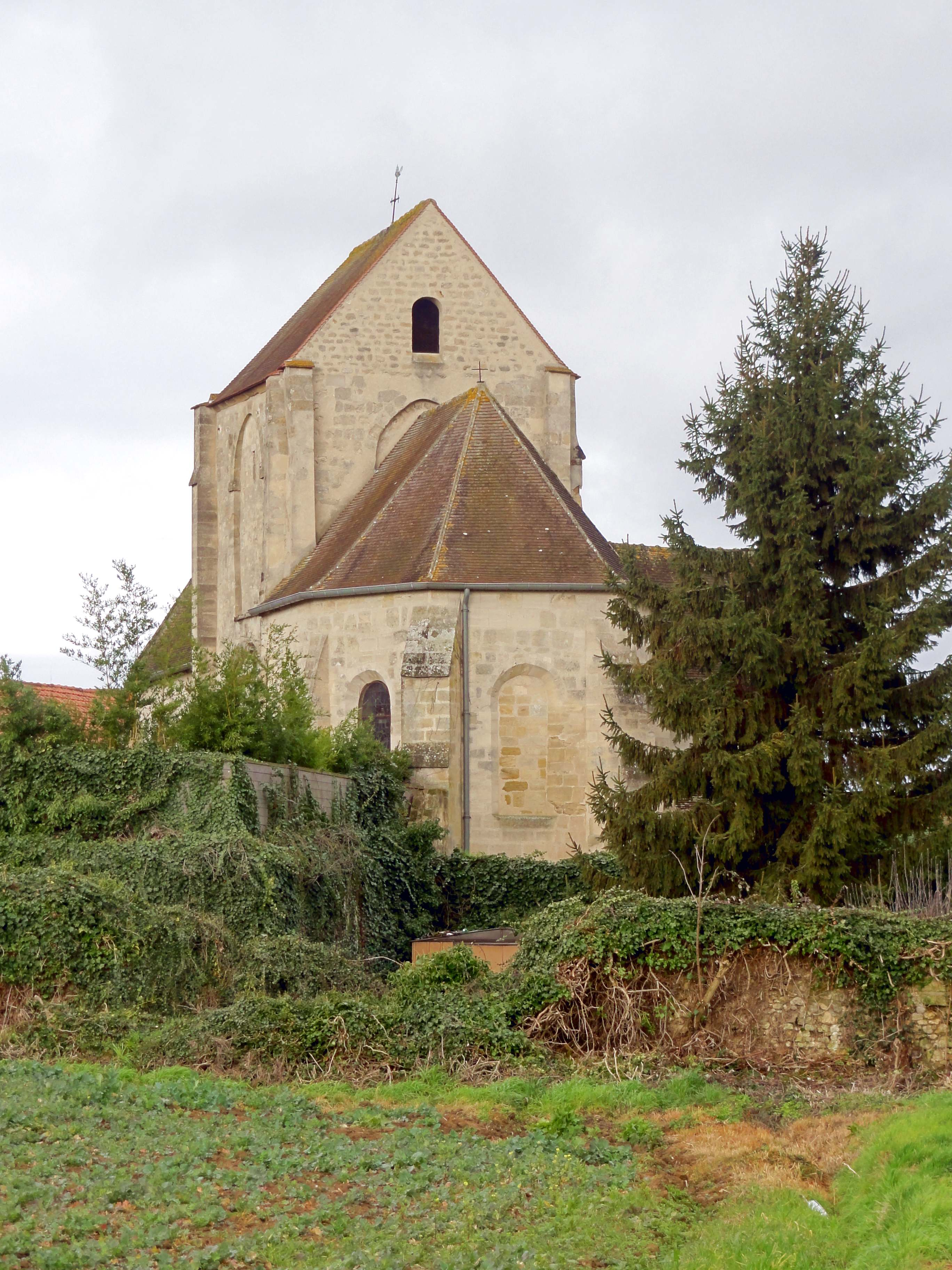
Vue depuis l'est.

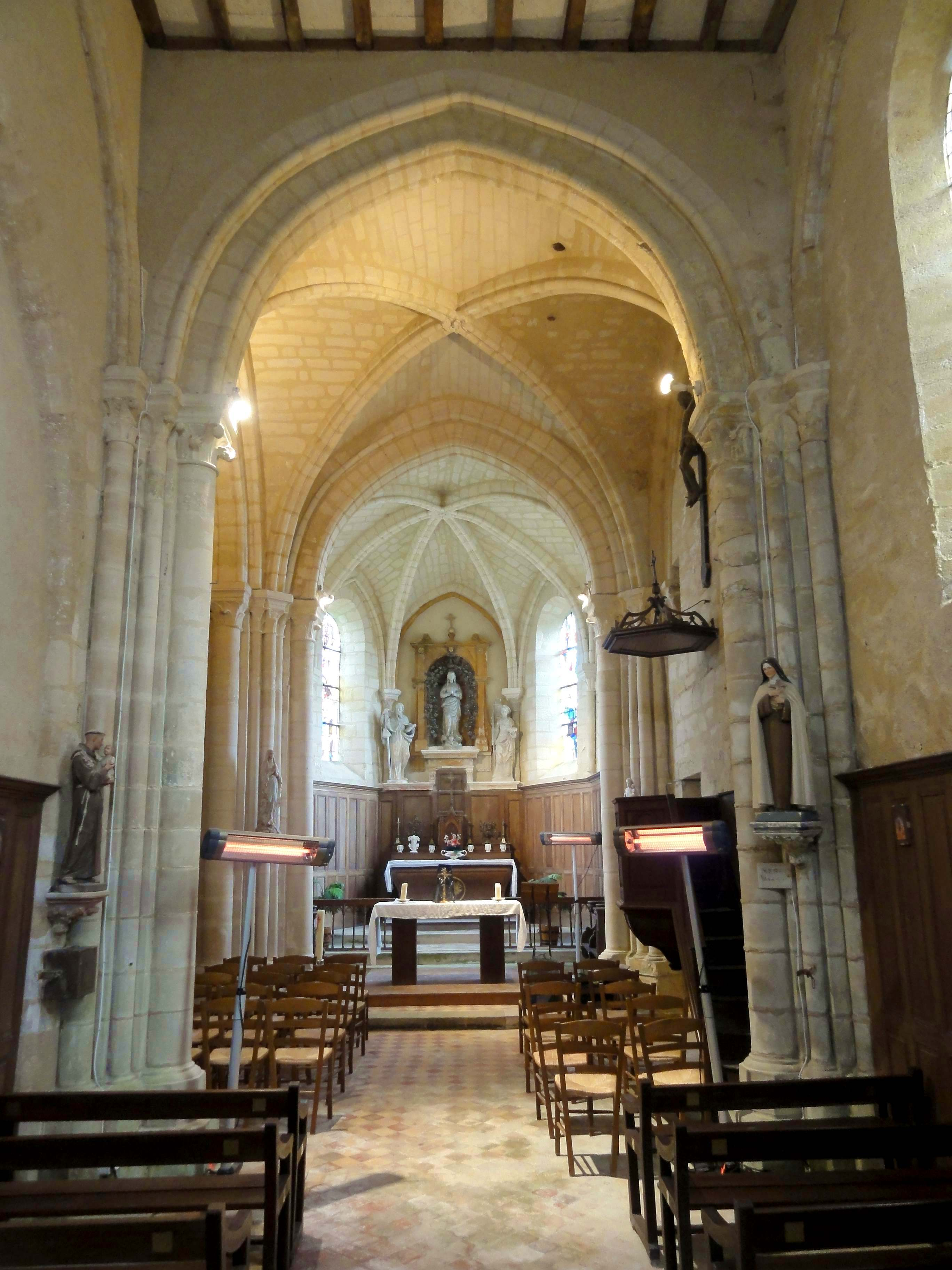
Nef, vue vers l'est.

L'église est dédiée à la Vierge Marie sous le vocable particulier de l'Assomption. Elle remonte à l'époque de fondation du village, au premier quart du XIIIe siècle, par l'abbaye Saint-Martin de Pontoise, qui est donc le seigneur du village. L'on ignore la date de fondation de la paroisse, et son histoire reste mal connue. Sous l'Ancien Régime, elle relève du doyenné de Meulan, de l'archidiaconé du Vexin français et de l'archidiocèse de Rouen. Le collateur de la cure est l'archevêque de Rouen. Sous la Révolution française, l'ensemble des paroisses du département de Seine-et-Oise est regroupé dans le nouveau diocèse de Versailles. Comme partout en France, l'église est fermée au culte sous la Terreur, à l'automne 1793. Il paraît qu'elle n'est pas rouverte sous le Directoire, à l'instar d'un bon nombre d'églises paroissiales de faible importance. Sous le Concordat de 1801, la paroisse de La Villeneuve est définitivement supprimée, et réunie à celle d'Ableiges dès l'année suivante. L'église est déclassée en chapelle de secours. Elle ne dispose pas d'un vicaire, et n'accueille plus de célébrations régulières. La commune de La Villeneuve est quant à elle réunie à celle d'Ableiges le 8 janvier 1834,. Tout comme Ableiges, La Villeneuve est à présent affiliée à la paroisse Avernes et Marines, et l'église Notre-Dame accueille des messes dominicales environ quatre fois par an, à 9 h 30 ou 11 h 00.
L'église peut être approximativement datée grâce à l'analyse stylistique. Elle appartient encore à la première période gothique, comme l'indiquent les contreforts à ressauts ; l'absence de larmier à la limite des allèges ; les ogives au profil emblématique d'une fine arête entre deux tores ; les clés de voûte sculptées de petites rosaces ; les hauts tailloirs carrés ; et les chapiteaux de feuilles plates dans le chœur, et de feuilles striées aux extrémités enroulées en crochets, parfois perlées ou côtelées, autour de la croisée du transept. En même temps, les bases des colonnes et colonnettes ne sont plus flanquées de griffes aux angles, comme c'est encore le cas au début du XIIIe siècle. Les chapiteaux à feuilles plates ou côtelées ressemblent assez à leurs homologues de l'église d'Ableiges, mais les tailloirs sont différents. La nef n'a pas été voûtée d'ogives dès la construction. Les supports dans les angles près du carré du transept sont contemporains de celui-ci, mais les petits chapiteaux aux tailloirs polygonaux des faisceaux de colonnettes au milieu des élévations latérales et des colonnettes uniques dans les angles au revers de la façade se rattachent clairement au style gothique rayonnant. Ils évoquent le milieu du règne de saint Louis ; plus tard, les tailloirs s'amincissent encore, et les angles saillants des piliers entre deux fûts disparaissent au profil de moulures concaves. Si la nef est très courte et ne compte que deux travées, l'on avait projeté un clocher ambitieux, mais l'étage de beffroi n'a vraisemblablement jamais été achevé. En revanche, l'on agrandit l'église par l'adjonction d'un bas-côté au nord de la nef, à une période indéterminée de l'époque gothique. Les grandes arcades non moulurées et dépourvues de chapiteaux indiquent qu'elles ont dû être ouvertes dans un mur préexistant, mais l'on ne peut affirmer si ce fut avant ou après le voûtement de la nef. Après la Révolution, l'église déclassée en chapelle de secours n'est plus entretenue. C'est peut-être au XIXe siècle que le croisillon sud, le bas-côté, et les voûtes du croisillon nord et de la nef sont démolies. L'église est inscrite au titre des monuments historiques par arrêté du 20 novembre 1931. Mais son délabrement se poursuit, et elle frôle la démolition. Elle est sauvée in extremis et intégralement restaurée sous le maire Jacques Darcourt, en 1988, et se présente aujourd'hui dans un très bon état de conservation.

## Description

### Aperçu général

Plan de l'église.

Régulièrement orientée, l'église n'adopte pas l'orientation un peu irrégulière des autres maisons du village, qui sont bâties parallèlement à la rue principale du village et à ses voies perpendiculaires. Elle répond à un plan cruciforme simple, devenu irrégulier par la démolition du croisillon sud. L'église se compose à présent d'une nef de deux travées ; d'une croisée de transept servant en même temps de base au clocher en bâtière ; d'un croisillon nord, prolongée vers l'ouest par une niche contenant le confessionnal et vers l'est par la petite chapelle des fonts baptismaux ; d'une sacristie occupant en partie l'emplacement du croisillon sud ; et d'un chœur d'une seule travée, se terminant par un chevet à pans coupés. Le fond du croisillon nord est condamné par les boiseries d'un retable, et contient l'escalier desservant les combles et un débarras. La croisée du transept et le chœur sont voûtés d'ogives ; la nef et le croisillon nord sont simplement plafonnés, ainsi que les deux annexes du croisillon. Le portail occidental de la nef constitue l'unique accès. La nef, le croisillon nord et le chœur sont munis de toitures à deux rampants, avec des pignons en façade et au nord.

### Intérieur

#### Nef

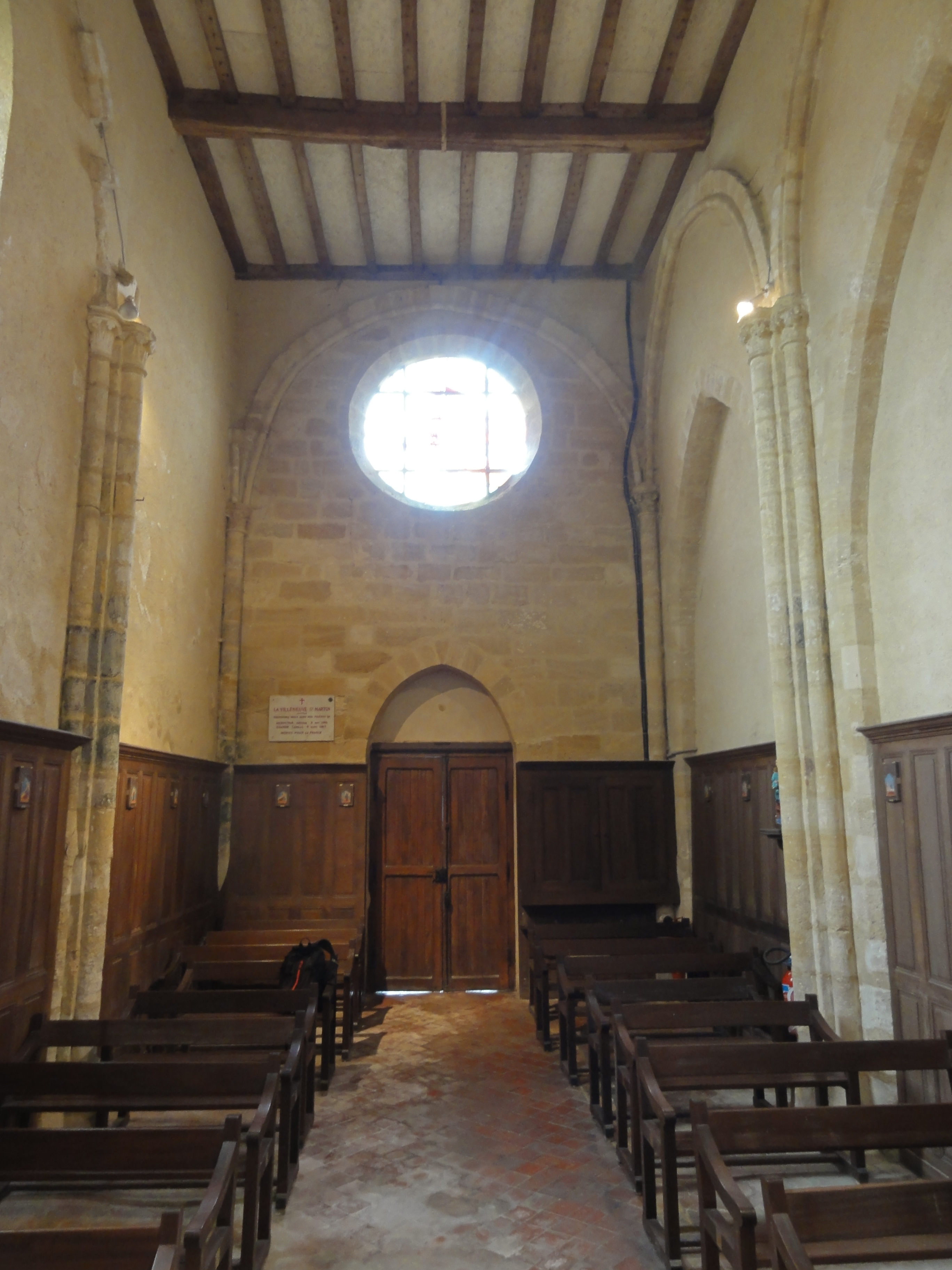
Nef, vue vers l'est.

La nef ne compte que deux travées, comme à Valmondois. La largeur augmente successivement vers l'est. Devant la croisée du transept, elle représente les deux tiers de la profondeur. Malgré ces dimensions très restreintes, l'architecte a donné à la nef des proportions relativement élancées. La hauteur sous le sommet des voûtes atteignait plus qu'une fois et demi la largeur, et la hauteur des faisceaux de colonnettes sans emploi dépasse la largeur du vaisseau. Depuis la suppression des voûtes, la nef est munie d'un plafond de bois à poutres apparentes, et a un peu gagné en hauteur. L'ensemble des supports des voûtes subsiste encore, ainsi que les formerets toriques, sauf au sud de la première travée. Comme déjà évoqué, les colonnettes dans les angles nord-est et sud-est sont issues de la campagne de construction du transept, et seront décrites dans le contexte de celle-ci. Elles étaient partagées par les ogives et les formerets. L'existence de ces colonnettes, ainsi que la largeur de la nef calquée sur le diamètre du carré du transept, soulignent bien que le voûtement de la nef était prévu d'emblée. Il n'a été réalisé qu'après le milieu du XIIIe siècle. Pour ceci, l'on posa un dosseret au milieu de chacune des élévations latérales, et y adossa trois fines colonnettes appareillé. L'on plaça des colonnettes uniques dans les angles près de la façade. L'emploi de dosserets ou de piliers à angles rentrants devient obsolète après la  première phase du style rayonnant. L'on pourrait donc supposer que les fûts sont plus anciens que les chapiteaux, mais leur diamètre réduit par rapport aux parties orientales ne parle pas dans ce sens. Le diamètre des fûts réservés à l'arc-doubleau est équivalent à celui des fûts des ogives dans le transept et le chœur, et le diamètre des fûts destinés aux ogives et formerets correspond à celui des rangs de claveaux supérieurs dans le transept et le chœur. Les corbeilles des chapiteaux sont faiblement évasées. Elles sont séparées des fûts par un astragale au profil angulaire, et sculptées d'un rang de feuilles à faible relief, qui portent des fleurettes bien fouillées aux extrémités. En haut, les corbeilles arborent un anneau analogue à l'astragale. Les tailloirs sont polygonaux, et composés d'une plate-bande et d'un biseau. Les supports des voûtes font encore le principal intérêt de la nef. Les deux grandes arcades bouchées, au nord, sont en tiers-point, et très aigües. Elles sont presque aussi larges que les travées elles-mêmes, et leur sommet se situe un peu en dessus du niveau des tailloirs des chapiteaux. L'absence de supports et de mouluration donne à penser que les arcades ont été percées après coup, car des arcades aussi rustiques sont l'exception dans des édifices d'une architecture globalement très soignée. Seulement l'austérité et la rareté des fenêtres étonne : au sud, le jour n'entre que par une seule lancette unique, dans la deuxième travée, et à l'ouest, le grand oculus au-dessus du portail est dépourvu de remplage, ce qui ne veut pas dire qu'il n'en a jamais possédé.

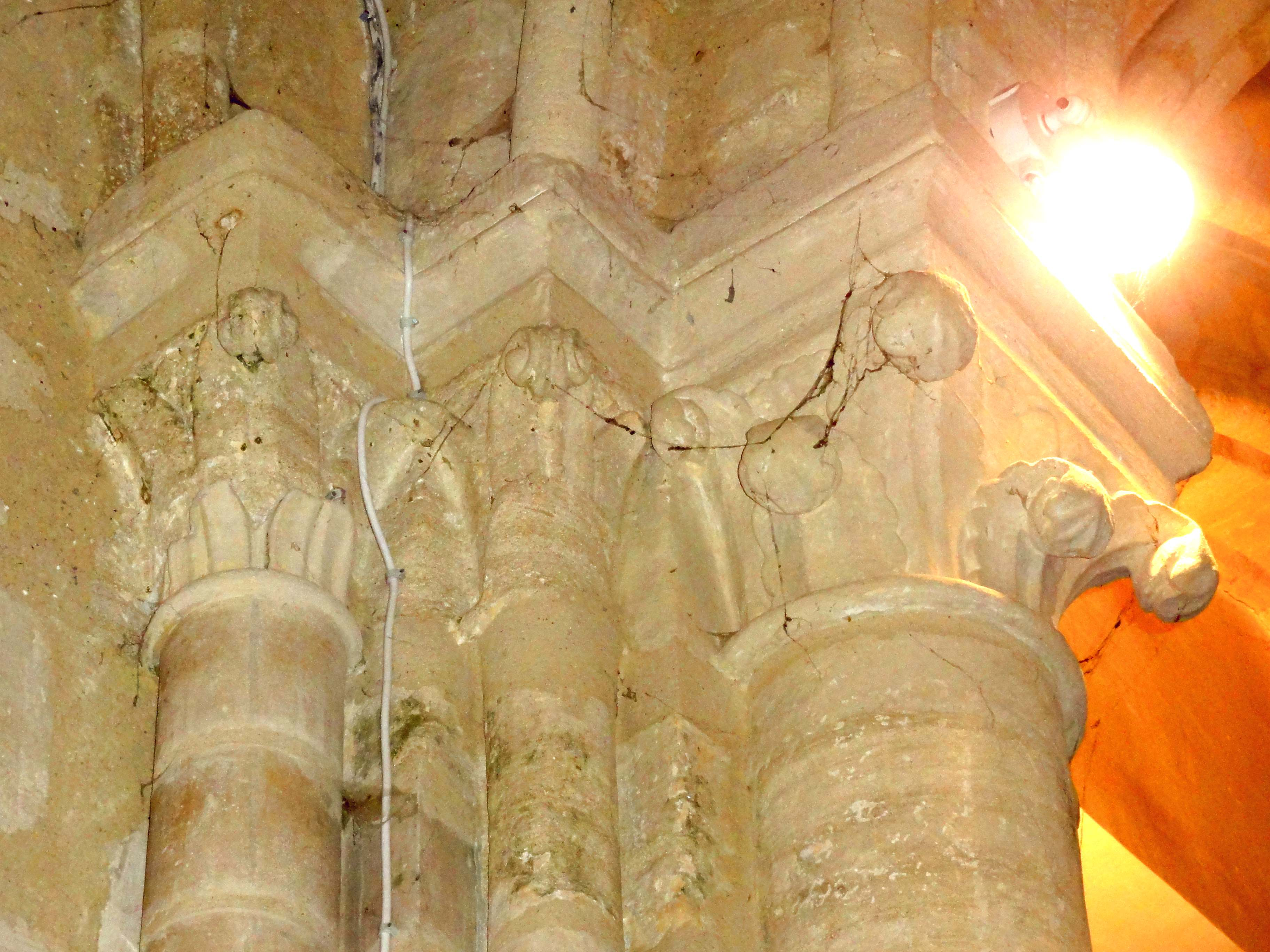
Chapiteau dans l'angle nord-est.
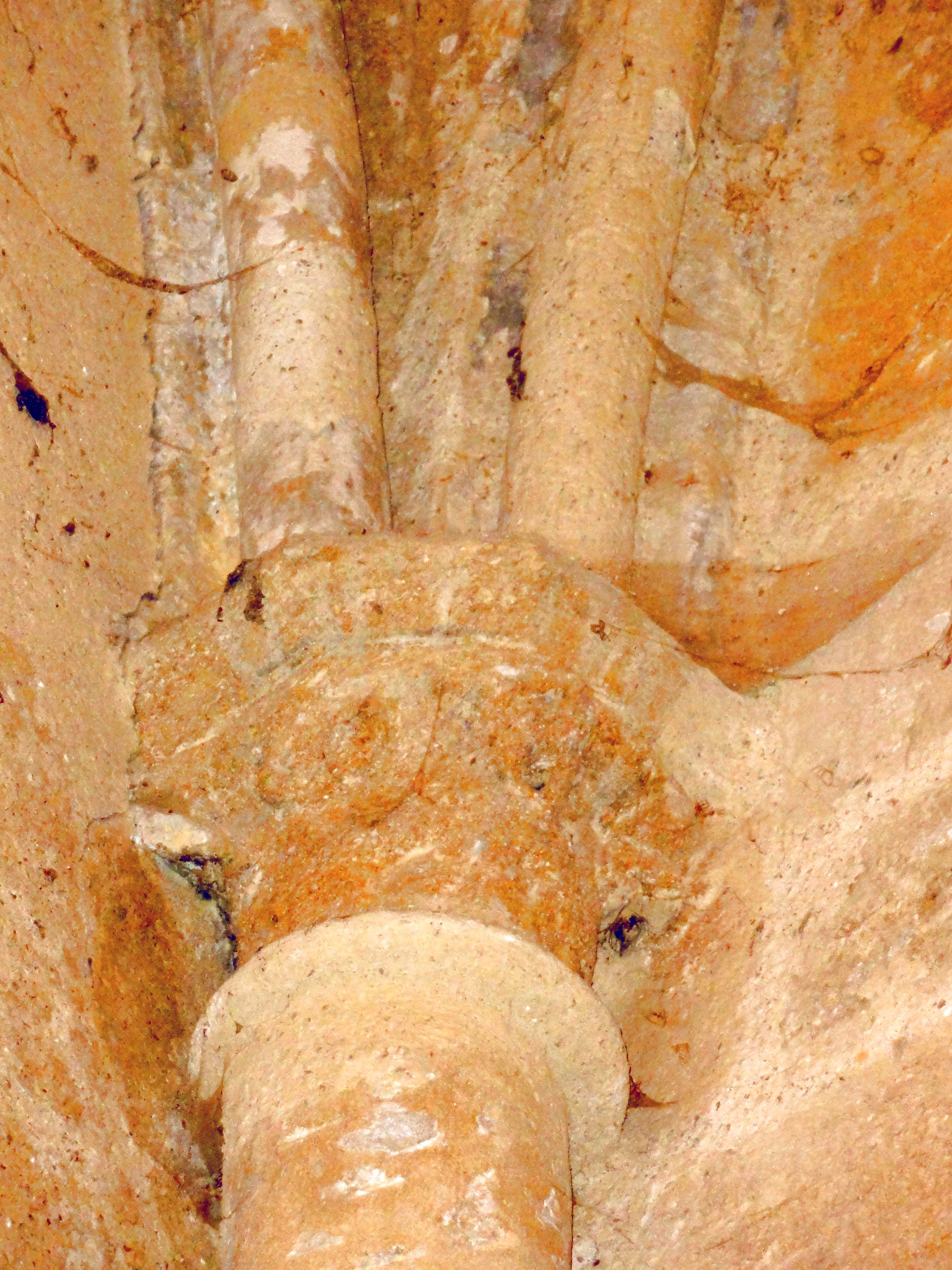
Chapiteau dans l'angle sud-ouest.
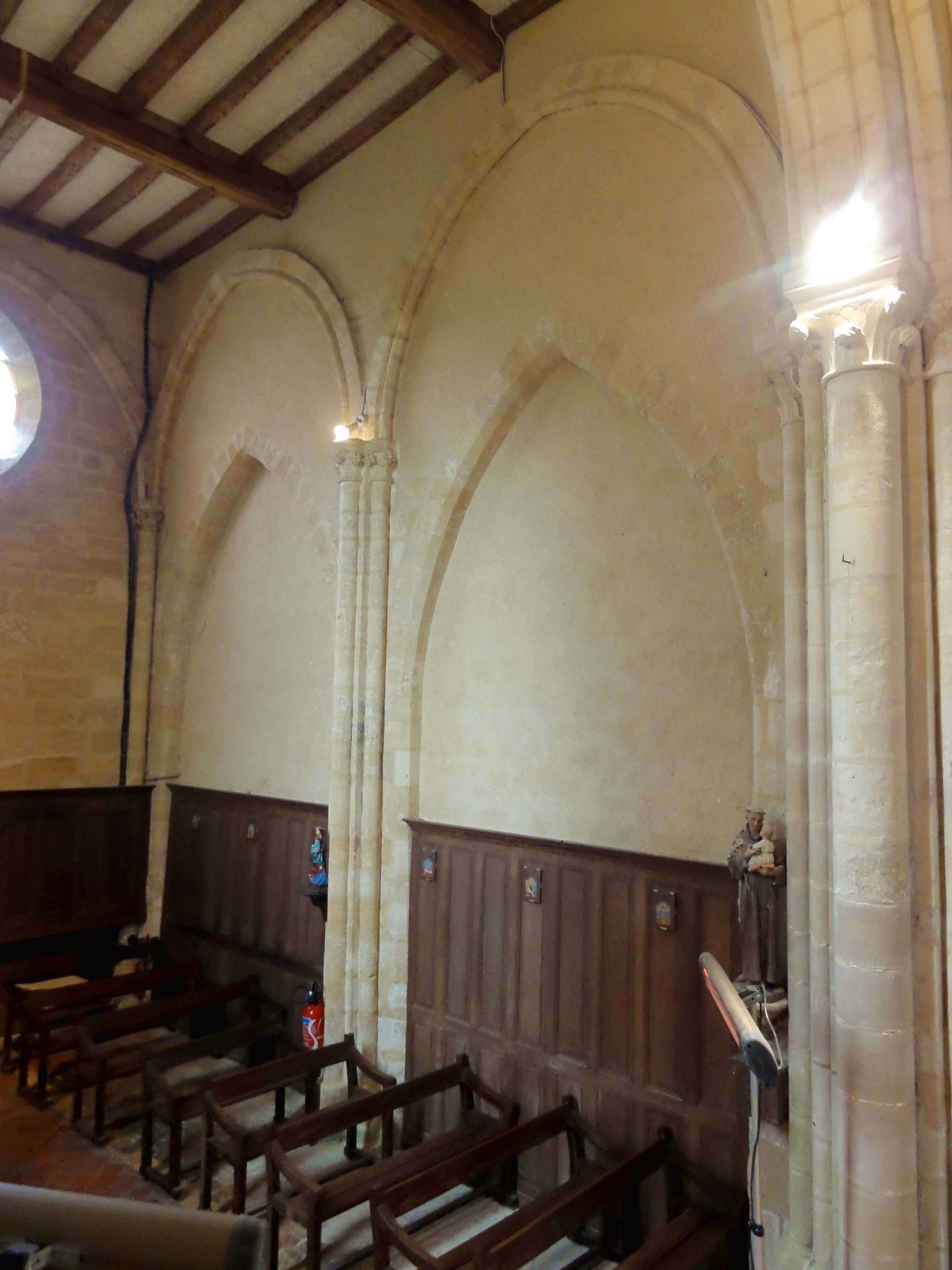
Vue vers le nord-ouest.
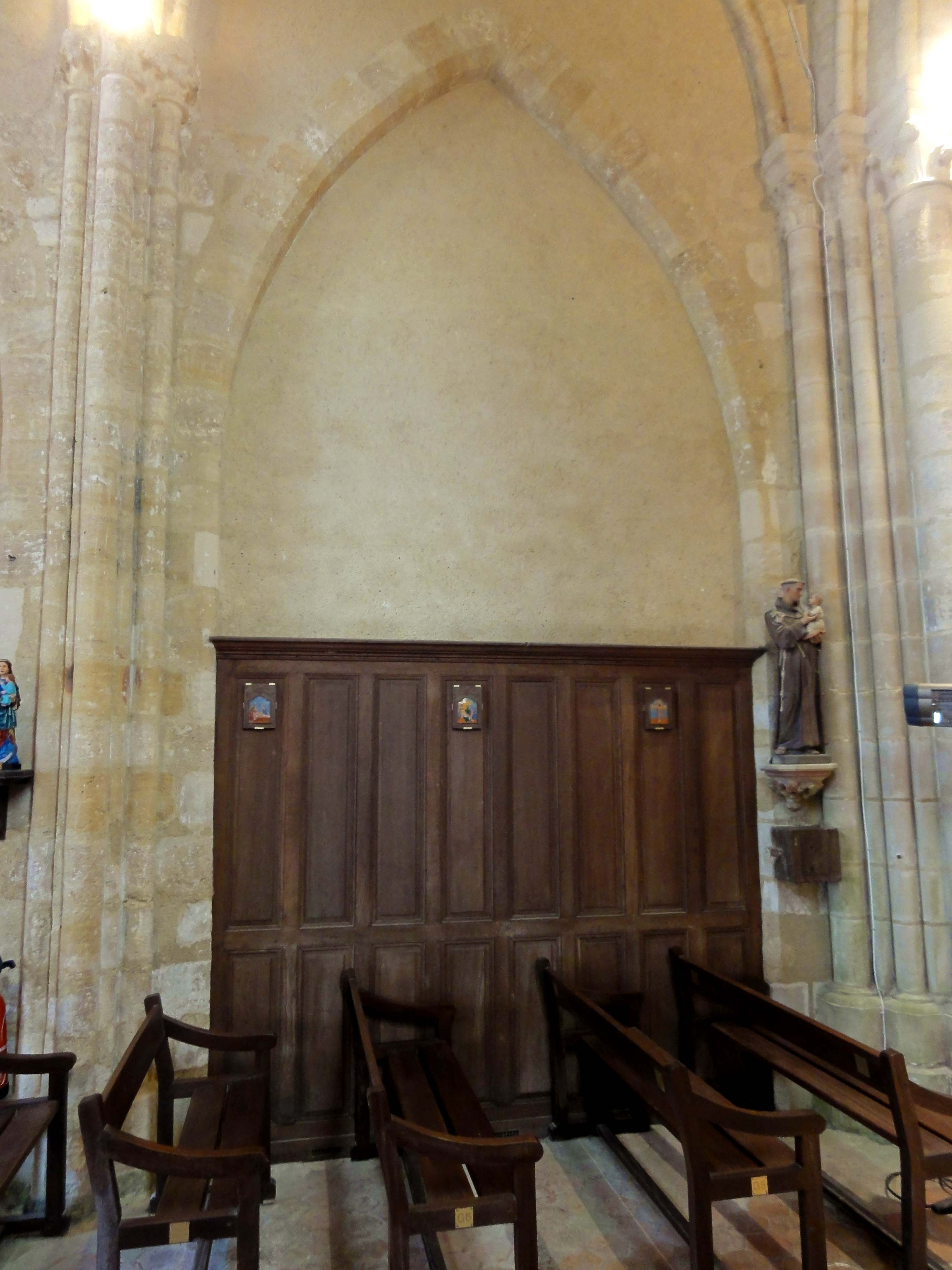
2e travée, élévation nord, grande arcade bouchée.
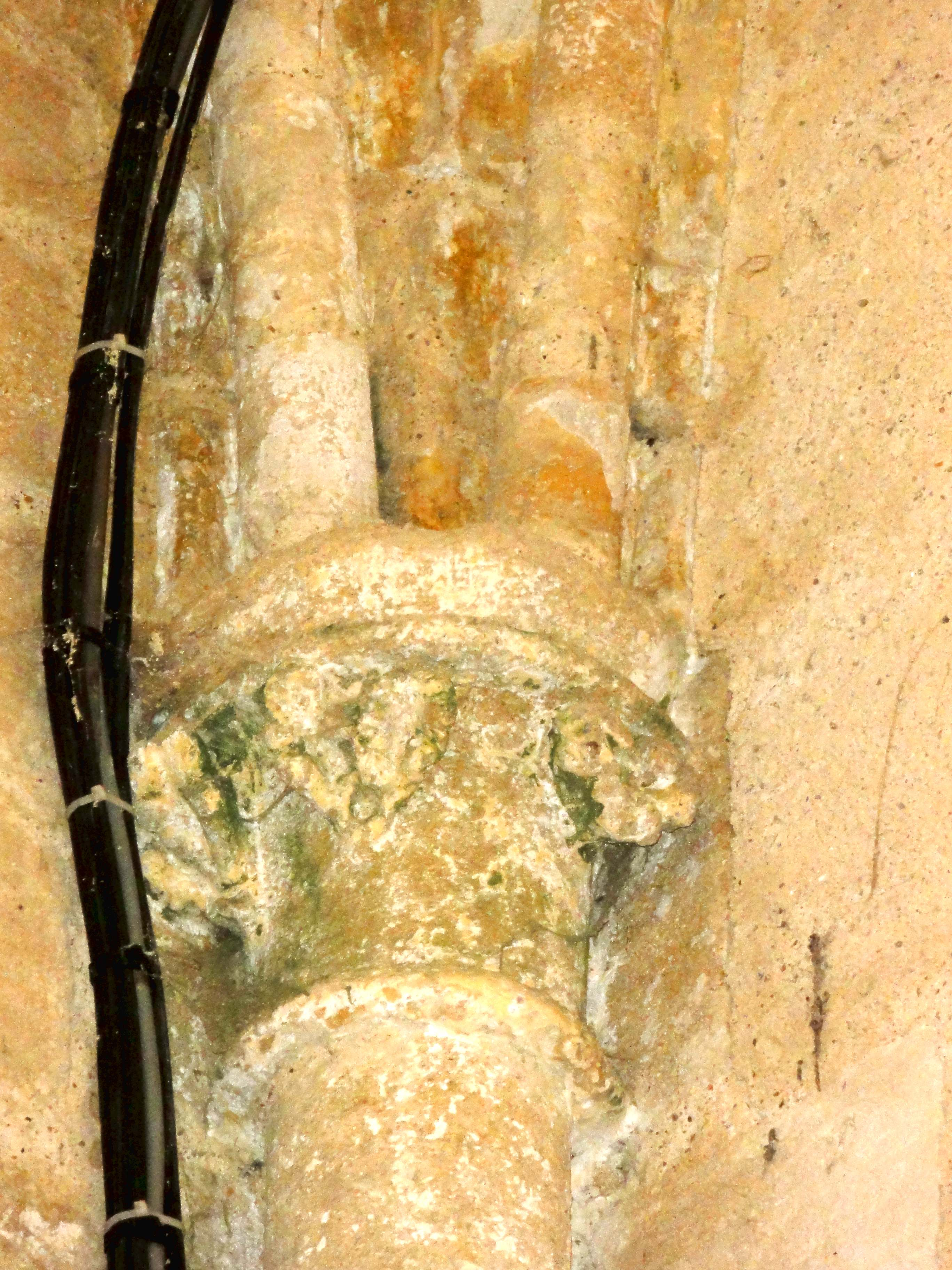
Chapiteau dans l'angle nord-ouest.
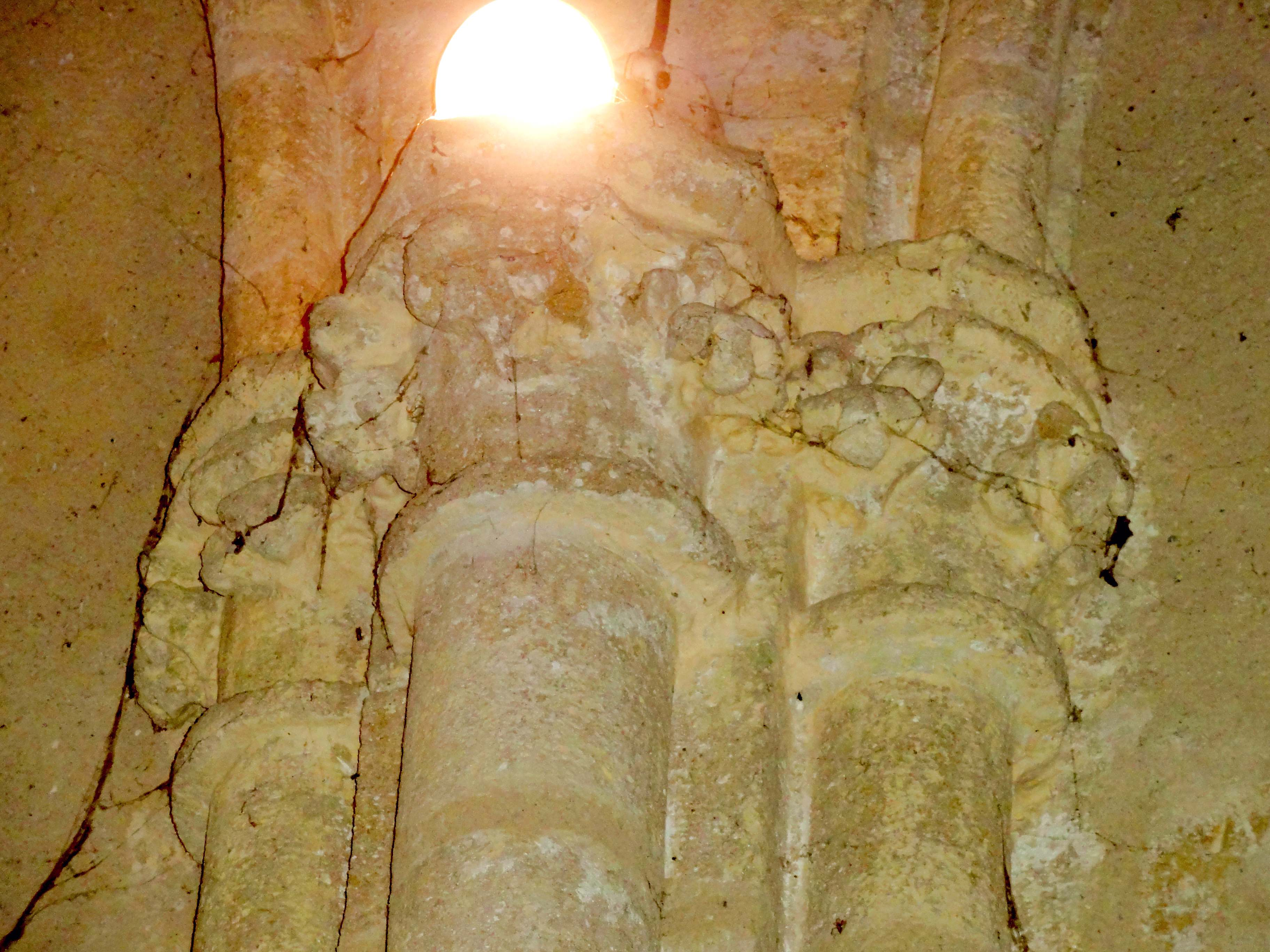
Chapiteaux côté nord.

#### Transept

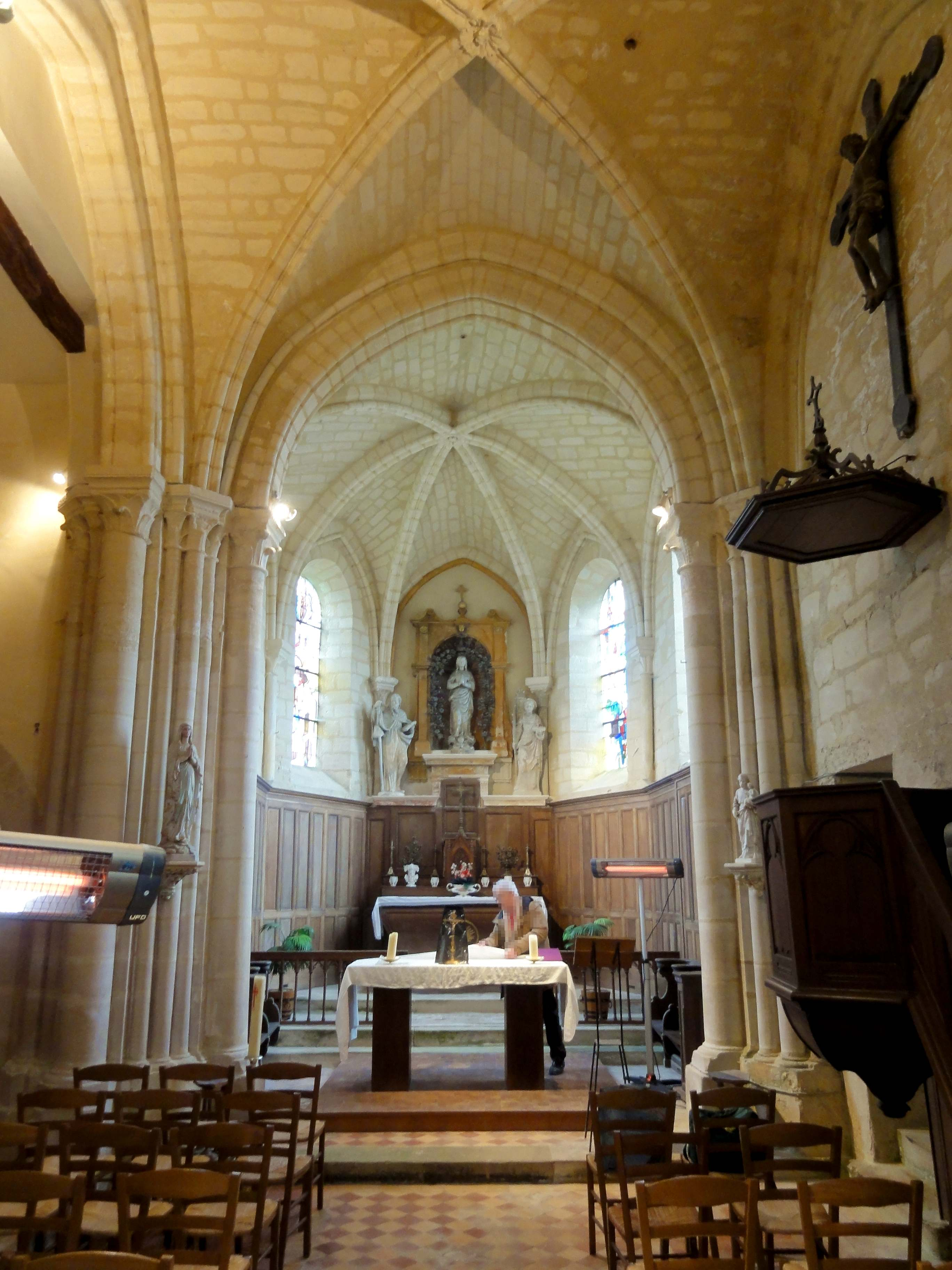
Vue vers l'est.

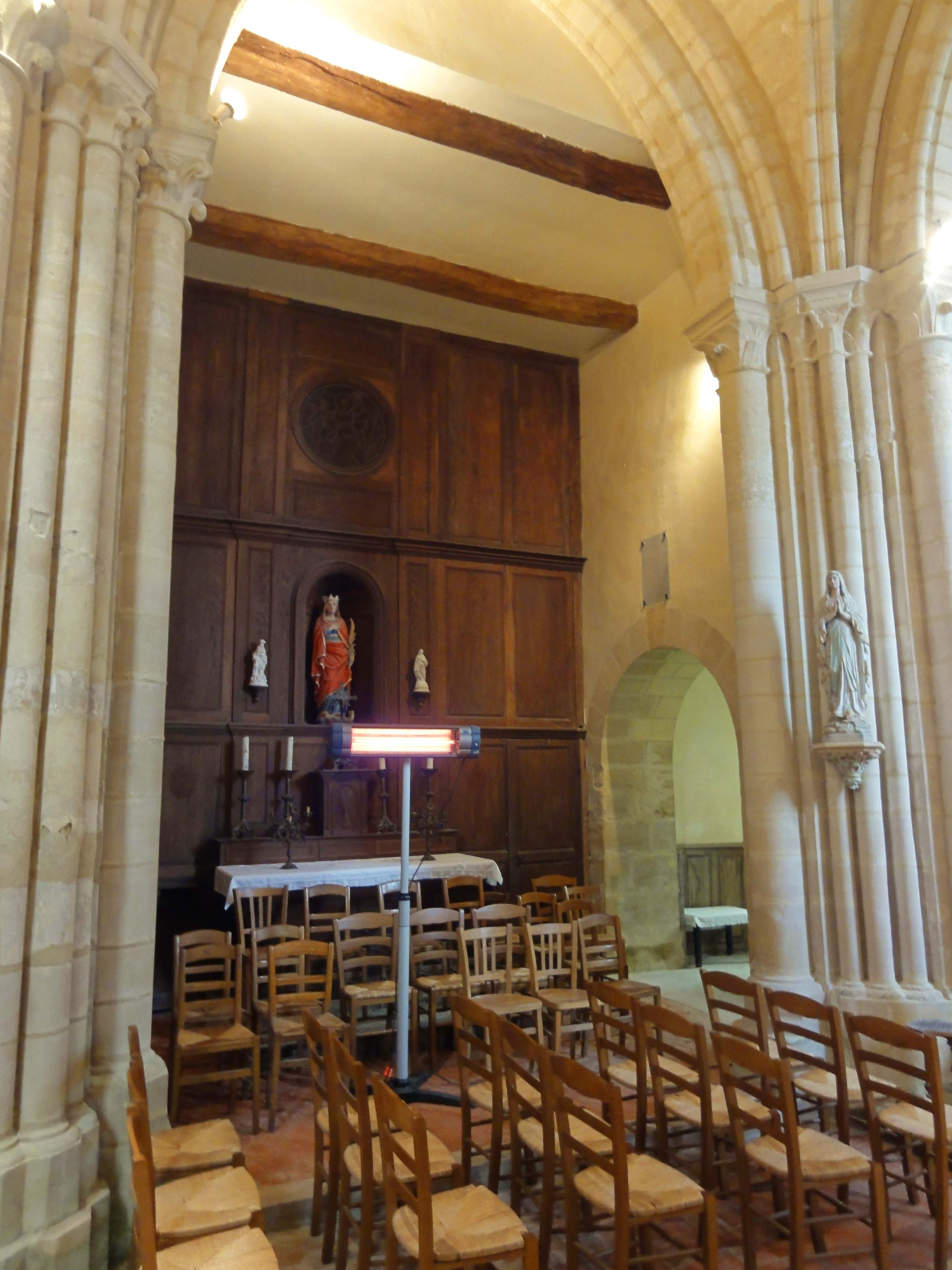
Vue vers le nord.

La croisée du transept est de plan carré, de même largeur que la nef et le chœur, et voûtée à la même hauteur. Elle est délimitée des travées voisines par quatre arcs-doubleaux en tiers-point à double rouleau, dont celui du sud est bouché par un mur. Le rang de claveaux supérieur est mouluré d'un tore de chaque côté ; le rang de claveaux inférieur affiche un méplat entre deux tores. Les ogives accusent une fine arête entre deux tores. Ces profils sont parmi les plus répandus à la première période gothique pour ces usages et se rencontrent dans la majeure partie des églises gothiques de la région. La clé de voûte arbore une rose à huit pétales d'une facture assez naturaliste. Avec les rouleaux supérieurs des doubleaux, les ogives retombent sur les tailloirs carrés de trois fines colonnettes à chapiteaux logées dans les quatre angles du carré du transept, tandis que les rouleaux inférieurs retombent sur les tailloirs également carrés des chapiteaux de colonnes engagées dans les piles du clocher. Les tailloirs des ogives sont implantés à 45° face à celles-ci, ce qui est également la disposition la plus habituelle entre la fin de la période romane et l'éclosion du style rayonnant. Ils forment quasiment une entité avec les tailloirs des rouleaux supérieurs, comme à Amblainville et de Saint-Crépin-Ibouvillers. Vers le croisillon nord et vers le chœur, les supports s'organisent de la même manière que dans la croisée du transept, et l'on trouve donc également des faisceaux de trois fines colonnettes dans les angles. Puisqu'il n'y a pas de doubleaux sur les élévations latérales de ces travées, l'une des colonnettes est réservée aux formerets. Vers la nef, le parti est différent, car il n'y a que deux colonnettes qui côtoient les colonnes engagées du rouleau inférieur du doubleau, ce qui implique que les ogives et formerets devaient se partager un même tailloir, qui par ailleurs est ici implanté orthogonalement.
Le profil des tailloirs se compose, du haut vers le bas, d'une tablette largement débordante, et d'une baguette relié à un cavet. Les tailloirs des faisceaux de trois colonnettes fusionnent au niveau de la tablette. Les chapiteaux sont sculptés de feuilles striées et côtelées aux extrémités enroulées en crochets vigoureuses dans l'angle nord-ouest ; de crochets ordinaires dans l'angle nord-est ; et de feuilles striées et perlées aux extrémités enroulées en crochets au sud. Ici, les chapiteaux sont fortement érodés. Les grands chapiteaux du rang de claveaux inférieur du doubleau vers le croisillon sud disparu sont épargnés par le mur qui bouche cette arcade. Au nord, les crochets sont en partie brisés. C'est dans l'angle nord-ouest que l'on trouve les chapiteaux les mieux conservés. Pour venir aux bases, elles se composent d'un petit et d'un grand boudin aplatis, sans scotie et sans griffes d'angle. La plupart des bases a été refaite lors de la restauration en 1988, de même que les tambours inférieurs des colonnettes. Quant au croisillon nord, qui était initialement aussi grande que le carré du transept, il n'appelle guère de remarques, car la voûte a disparu, et toutes les fenêtres sont bouchées. Le jour n'entre que par la baie orientale de la chapelle des fonts baptismaux, qui s'ouvre par une arcade en cintre, et est dénuée de caractère. Elle n'est sans doute pas antérieure au XVIIIe siècle, et sa vocation initiale devait être différente, car les fonts baptismaux sont traditionnellement placés à l'ouest, près de l'entrée. Ce qui fait l'intérêt du croisillon est son aménagement insolite, avec un confessionnal sous l'arcade vers le bas-côté démoli, intégré dans les boiseries de panneaux à fenestrages en bois de chêne qui habillent les parties inférieures des murs dans toute l'église, et les boiseries analogues qui forment la cloison condamnant le fond du croisillon. Elles s'organisent sur trois registres séparés par des corniches, et comprennent deux portes (l'une desservant l'escalier, l'autre le débarras) ; une niche à statue en plein cintre ; et un oculus muni d'un vitrail au-dessus de la niche. Sans rétroéclairage, ce vitrail passe facilement inaperçu.

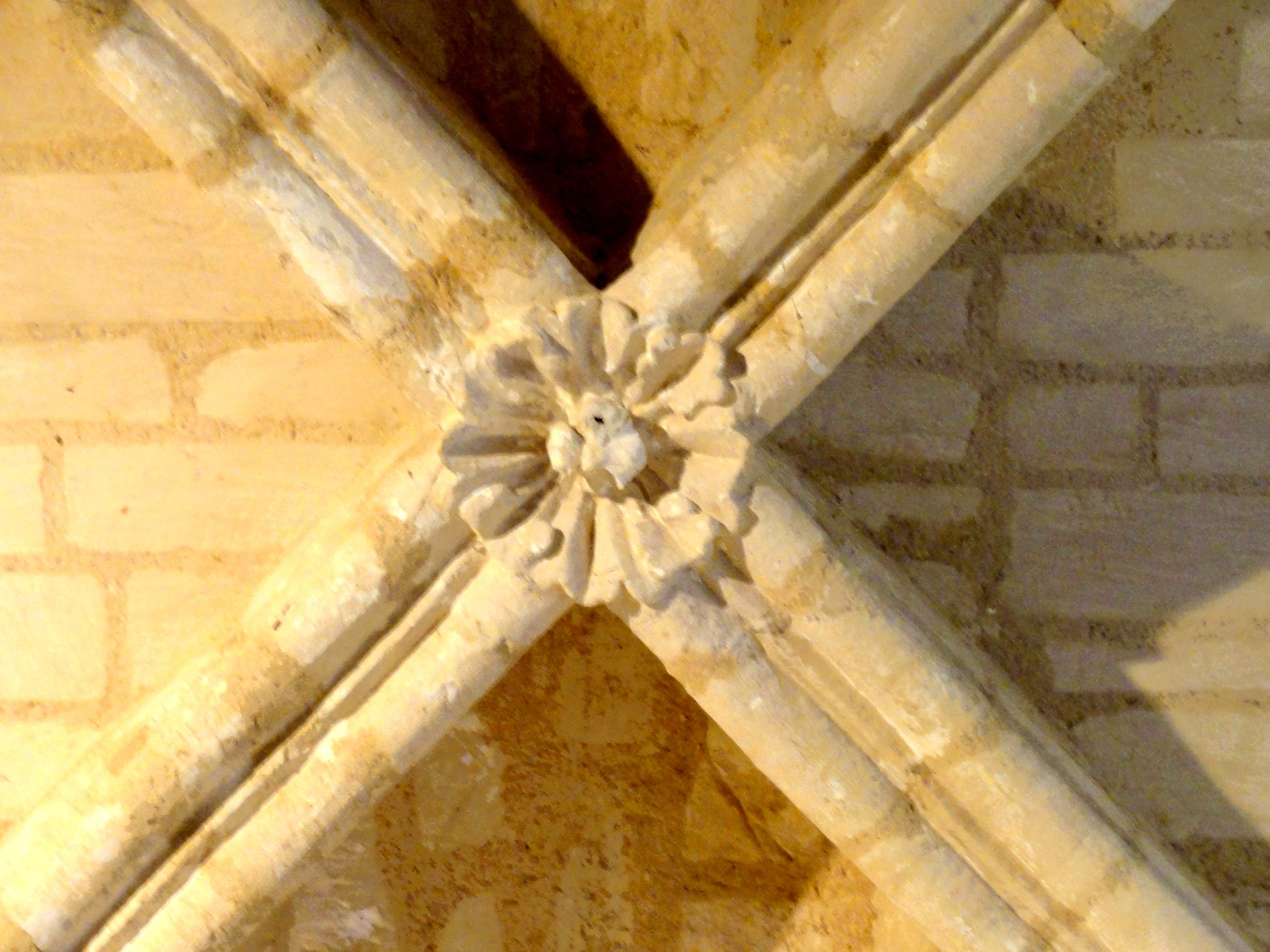
Croisée du transept, clé de voûte.
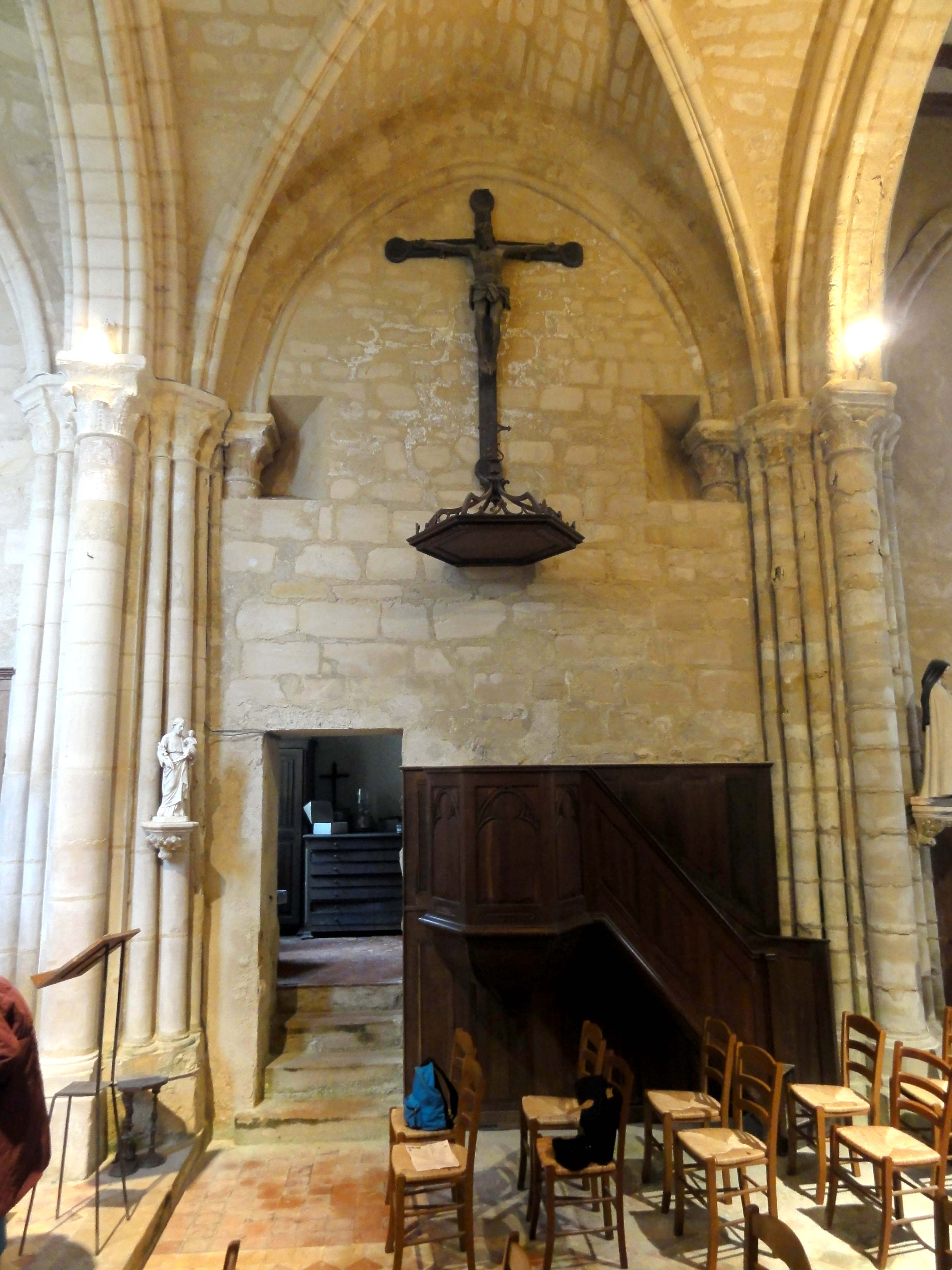
Croisée du transept, vue vers le sud.
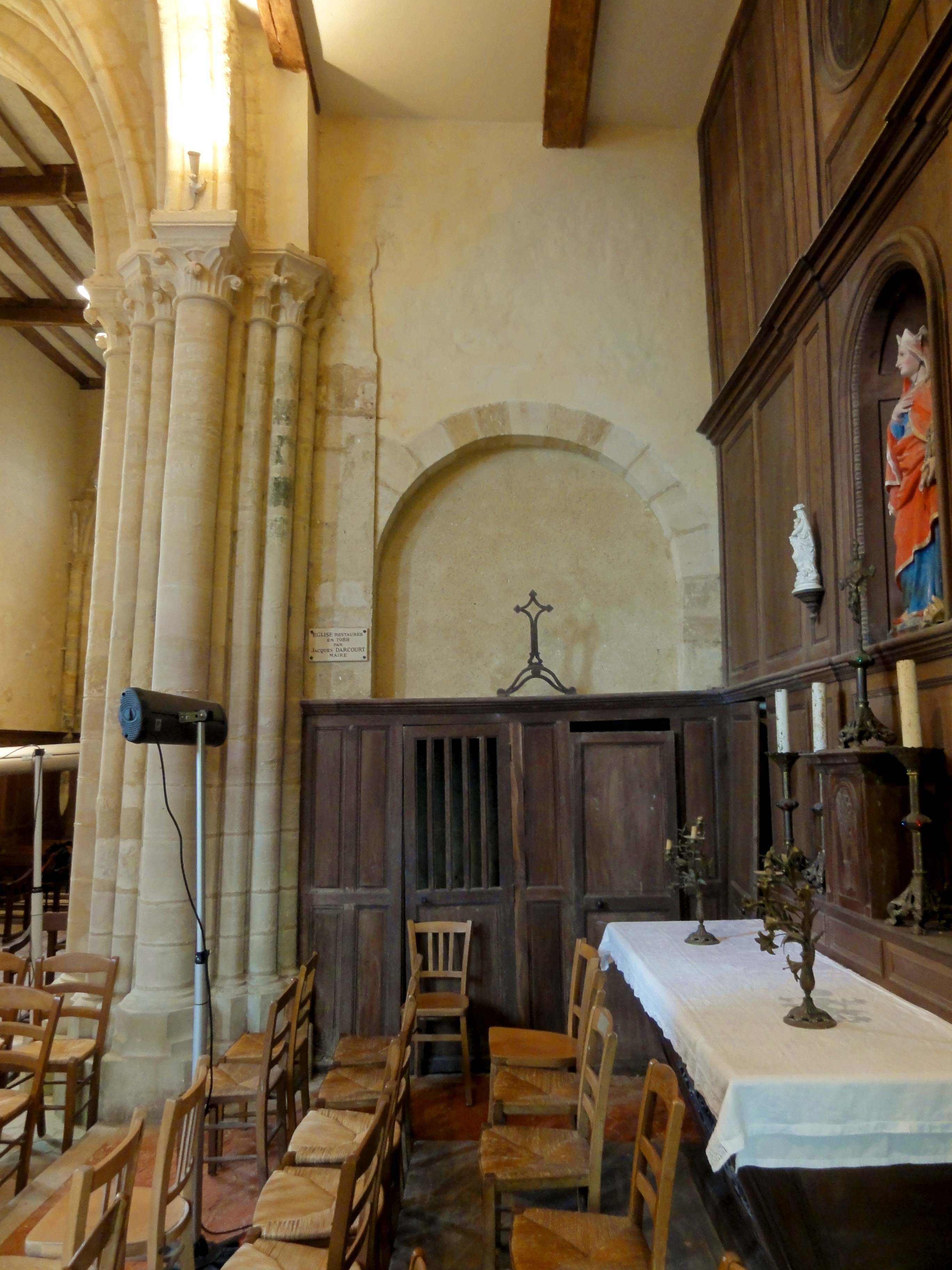
Croisillon nord, vue vers l'ouest.
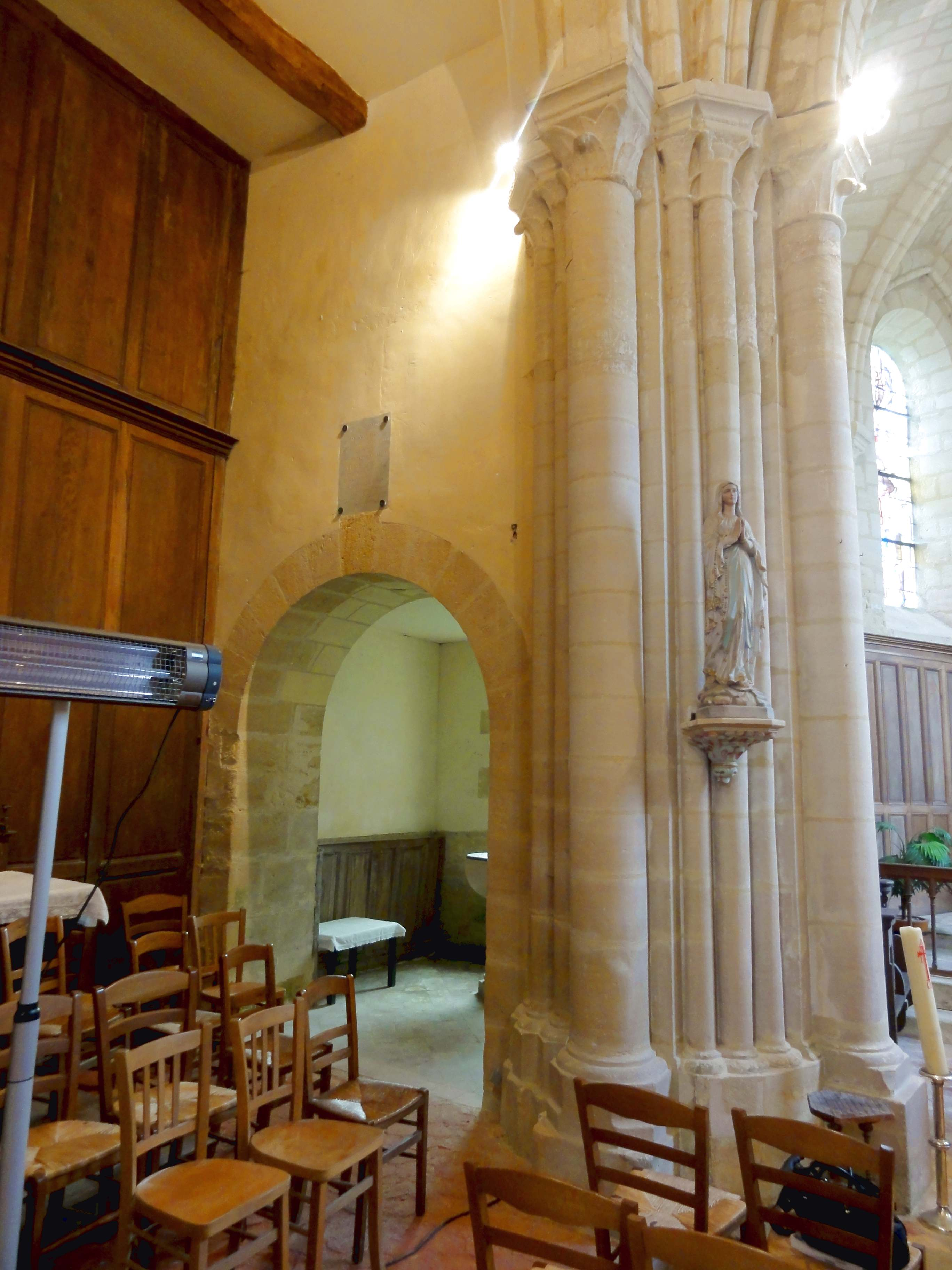
Croisillon nord, vue vers l'est.
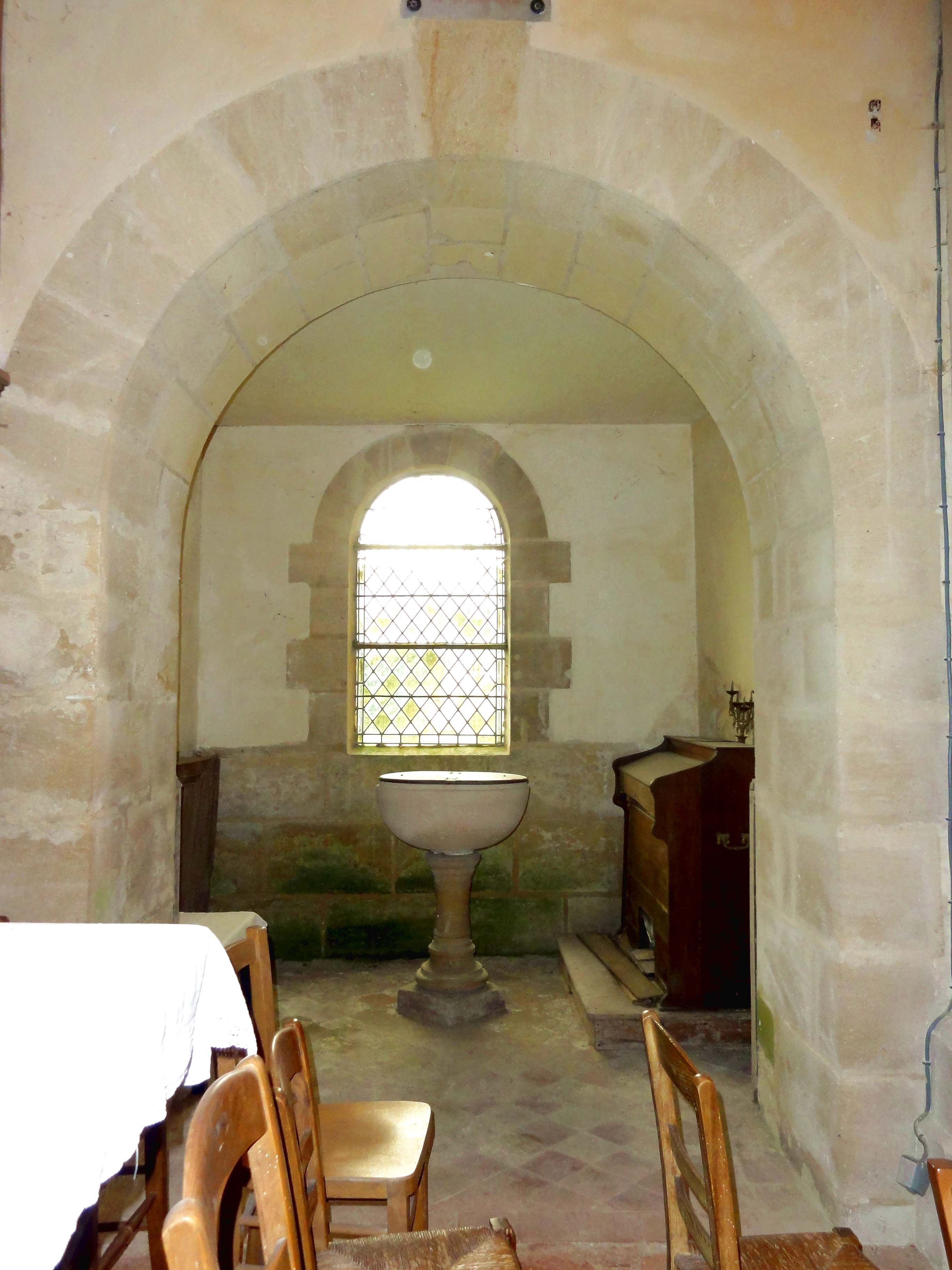
Croisillon nord, chapelle baptismale.
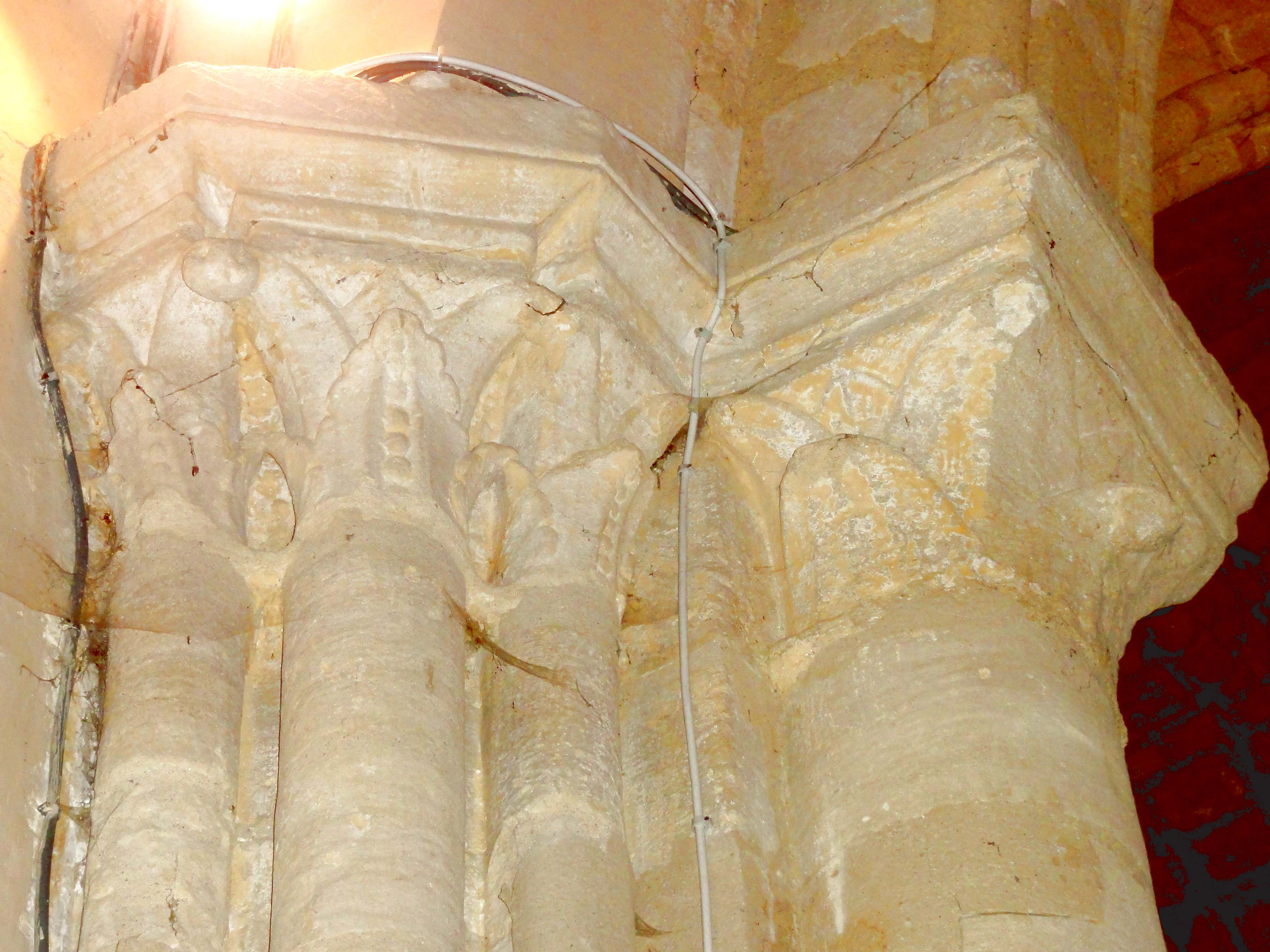
Croisillon nord, chapiteaux dans l'angle sud-est.

#### Chœur

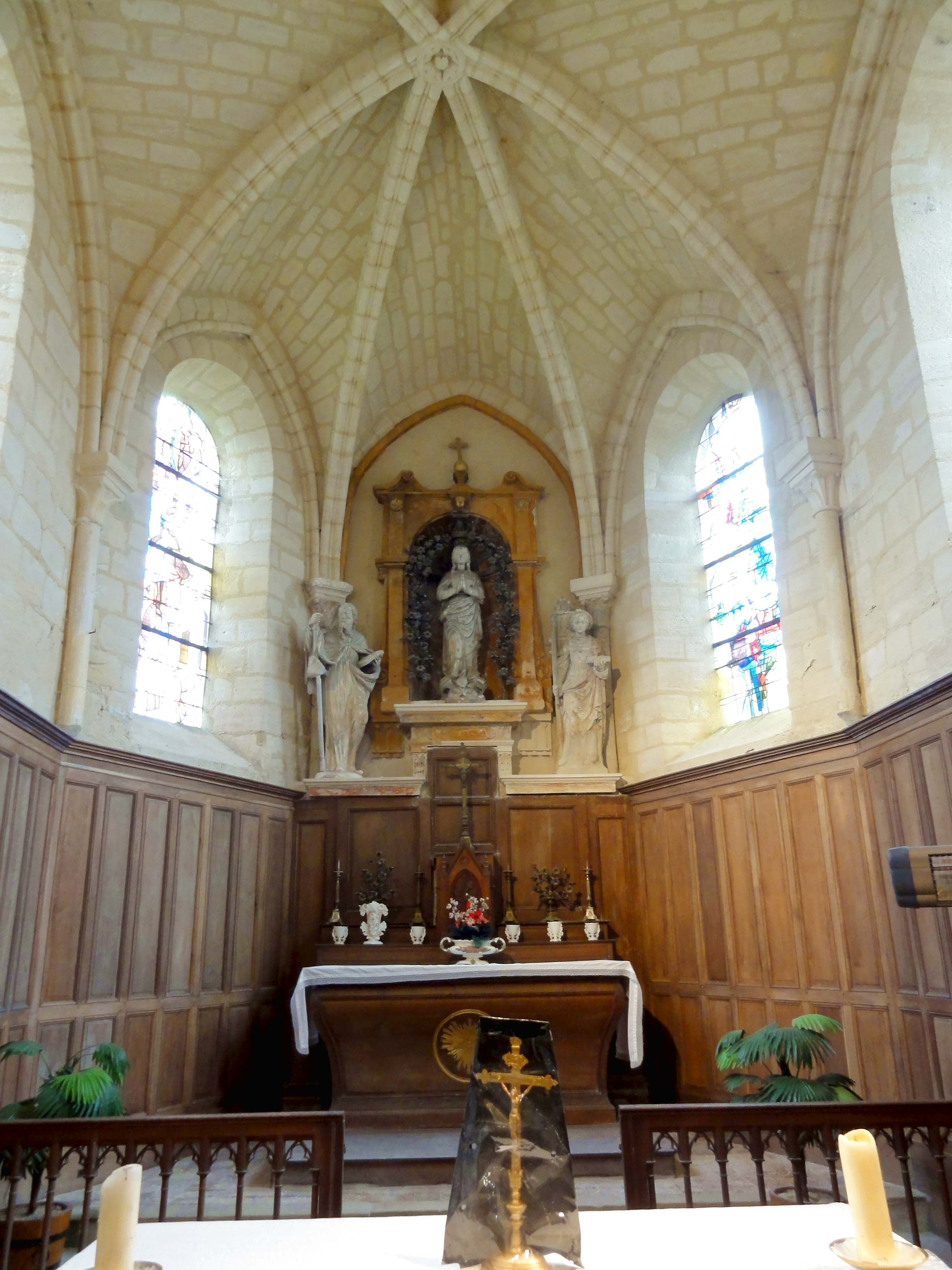
Vue vers l'est.

Le chœur ne compte qu'une unique travée, qui est cependant très profonde et presque aussi grande que la nef. Les absides à pans coupés sont minoritaires dans le Vexin, sans toutefois constituer une exception. L'architecture ne se distingue guère du transept, sauf que les chapiteaux sont sculptés de feuilles plates aux crochets à peine esquissés, que les tailloirs sont plus hauts, et que la rosace sous la clé de voûte est sculptée dans l'épaisseur des ogives, et entourée d'un rang de perles. En plus, des colonnettes uniques sont placées dans les quatre angles entre les murs latéraux et les pans de l'abside, comme à Belloy-en-France, Frouville et Grisy-les-Plâtres, sans bien sûr tenir compte des chœurs dépourvus de formerets. Pour la pose des boiseries, la partie inférieure des fûts a été supprimée. Assez curieusement, les fenêtres sont en plein cintre, ce qui est parfois le cas dans les églises rurales, même à la période rayonnante, comme par exemple à Éméville, Mareuil-sur-Ourcq et Rieux. À Grisy-les-Plâtres également, les fenêtres sont traitées très sobrement, et seulement entourées d'un ébrasement, sans aucune mouluration ni colonnettes à chapiteaux. La baie axiale est bouchée depuis l'installation d'un retable de pierre sous la forme d'une niche à statue, à la Renaissance tardive, à la fin du XVIe siècle ou au début du XVIIe siècle. Les proportions sont harmonieuses. Tenant compte du niveau du sol plus élevé que dans la nef, les chapiteaux se situent à deux tiers de la hauteur sous le sommet des voûtes, et à mi-hauteur des fenêtres, dont le soubassement représente un tiers de la hauteur sous le sommet des voûtes. L'étroitesse des trois pans de l'abside confère au chœur un certain élancement malgré sa hauteur toute relative.

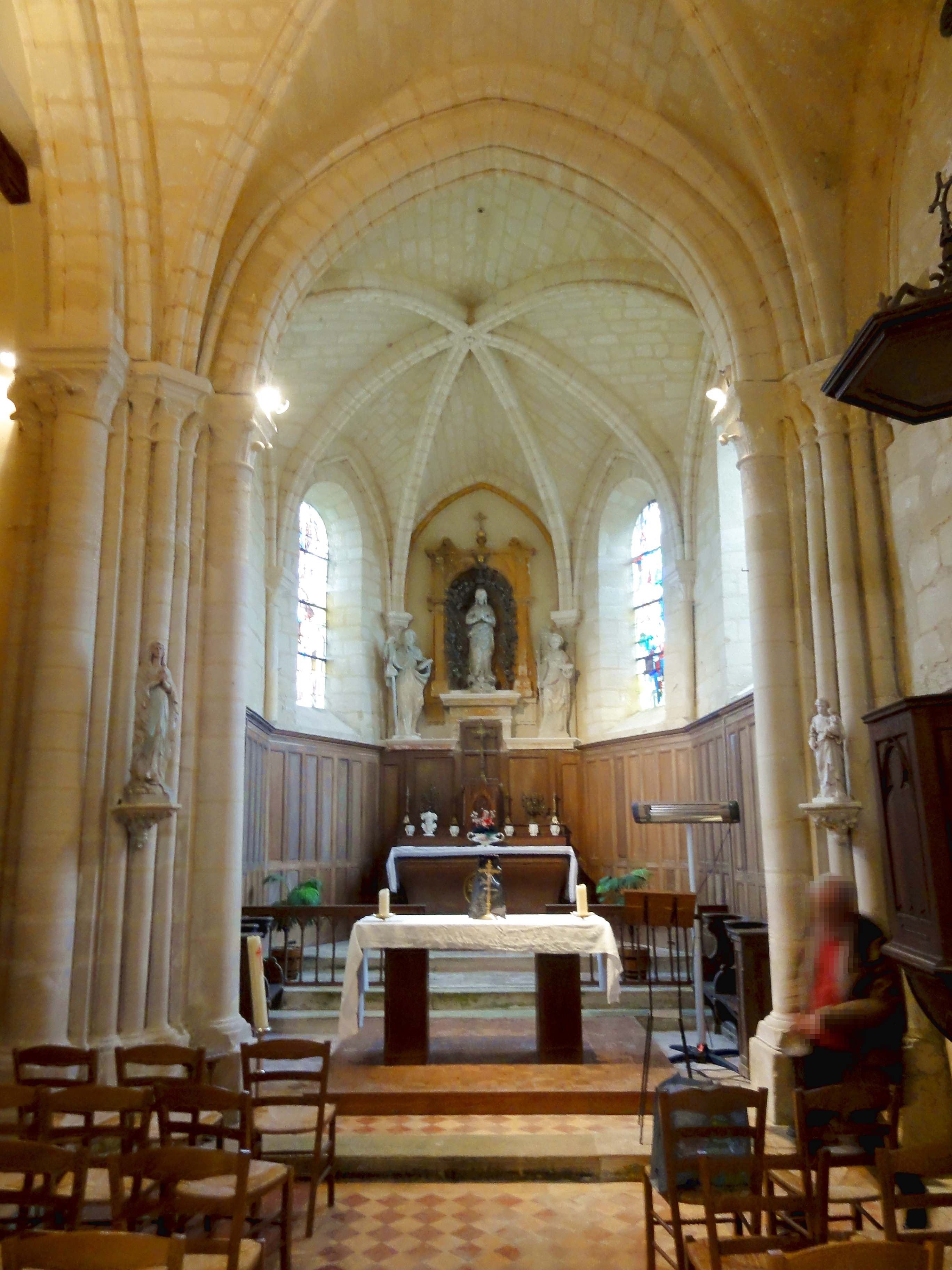
Vue depuis le transept.
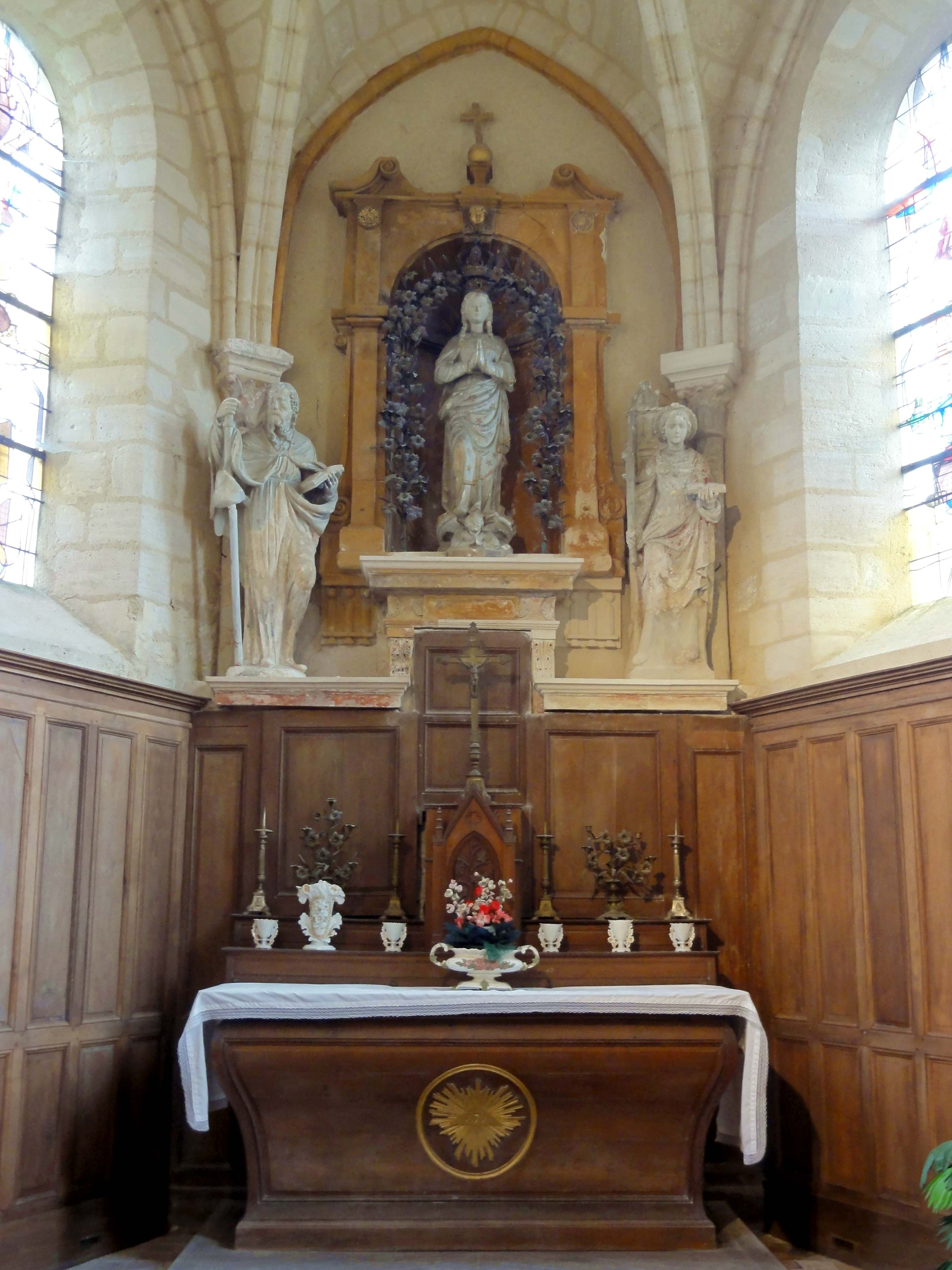
Vue vers l'est.
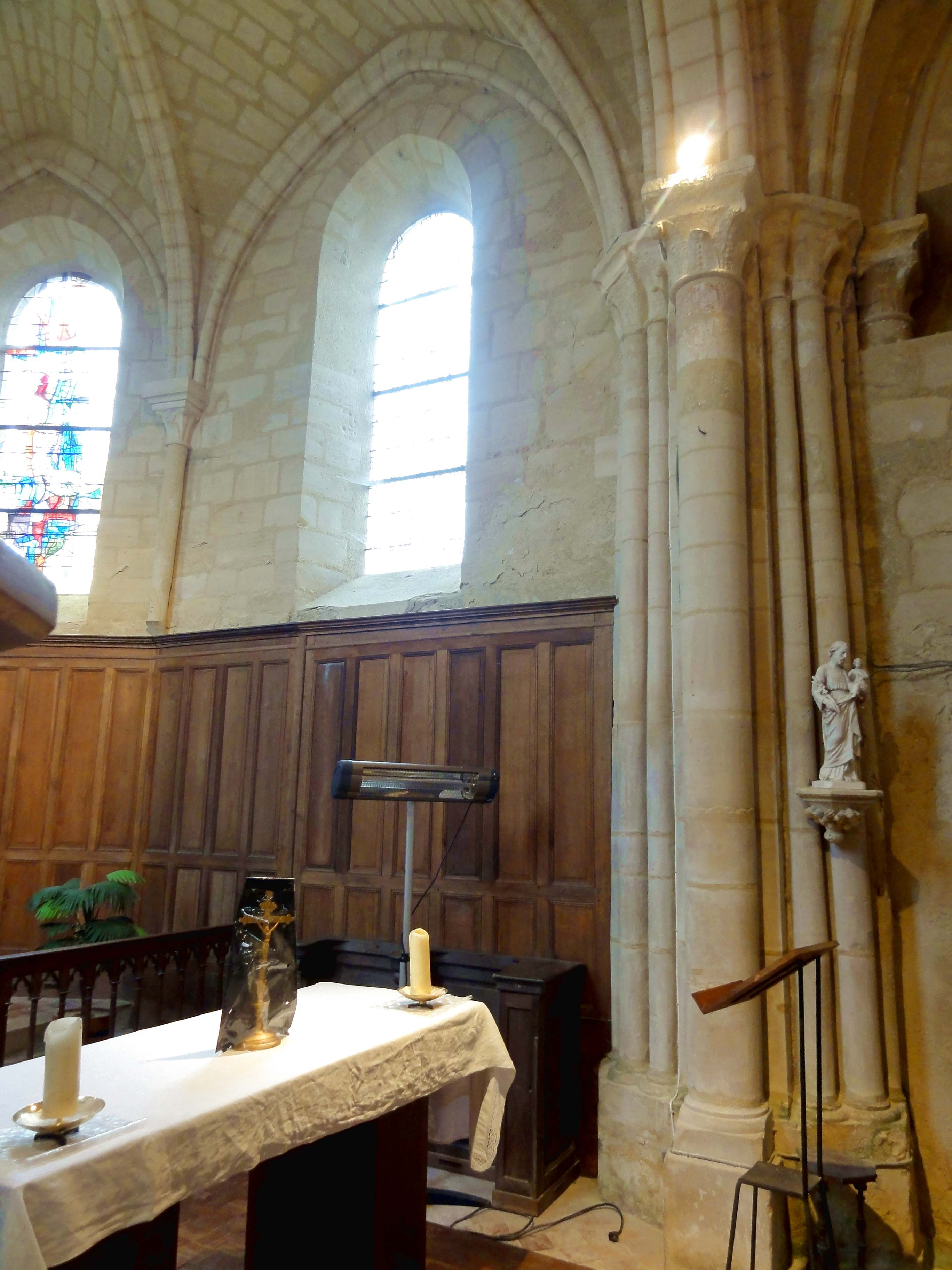
Vue vers le sud-est.
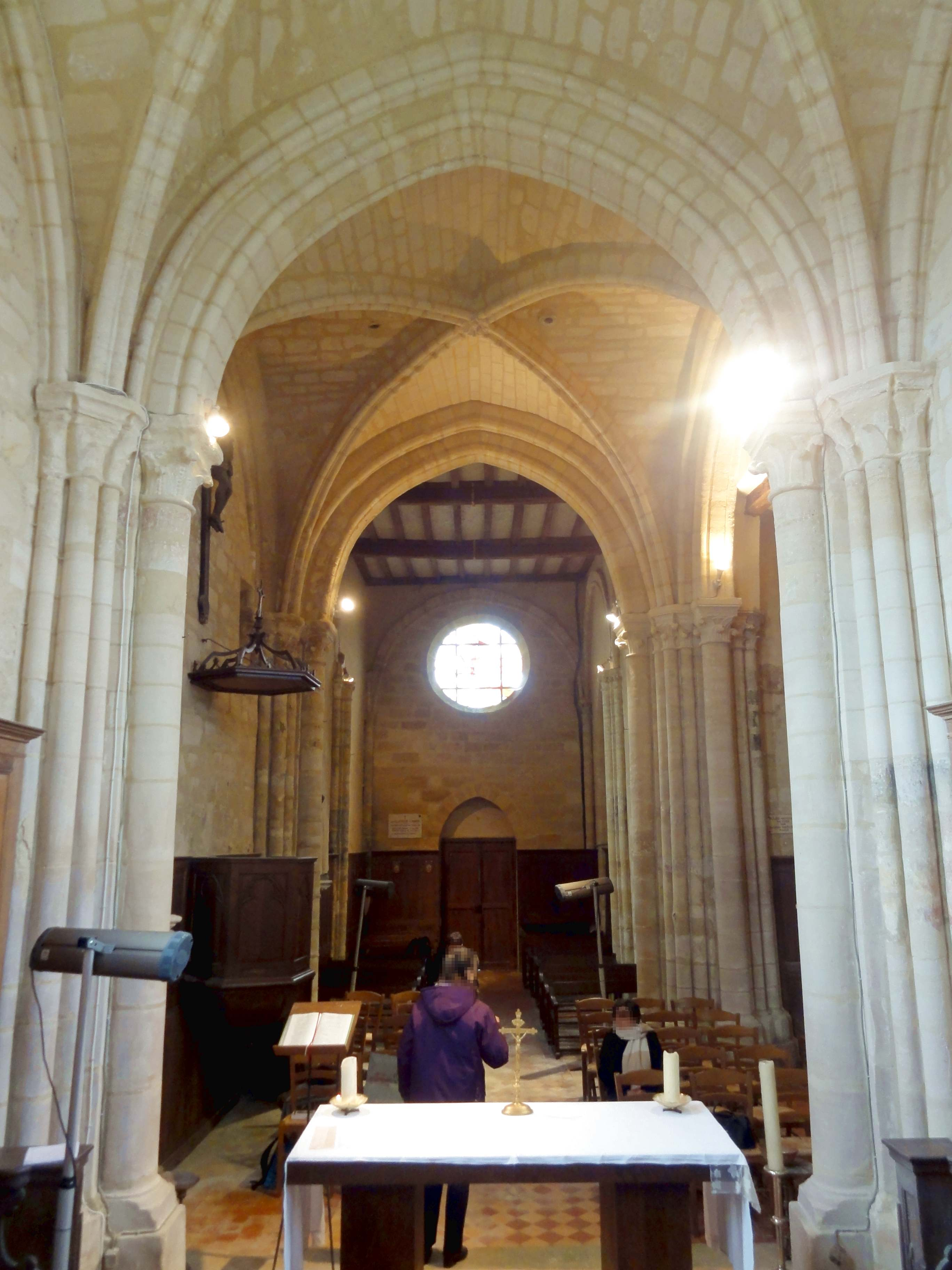
Vue vers l'ouest.
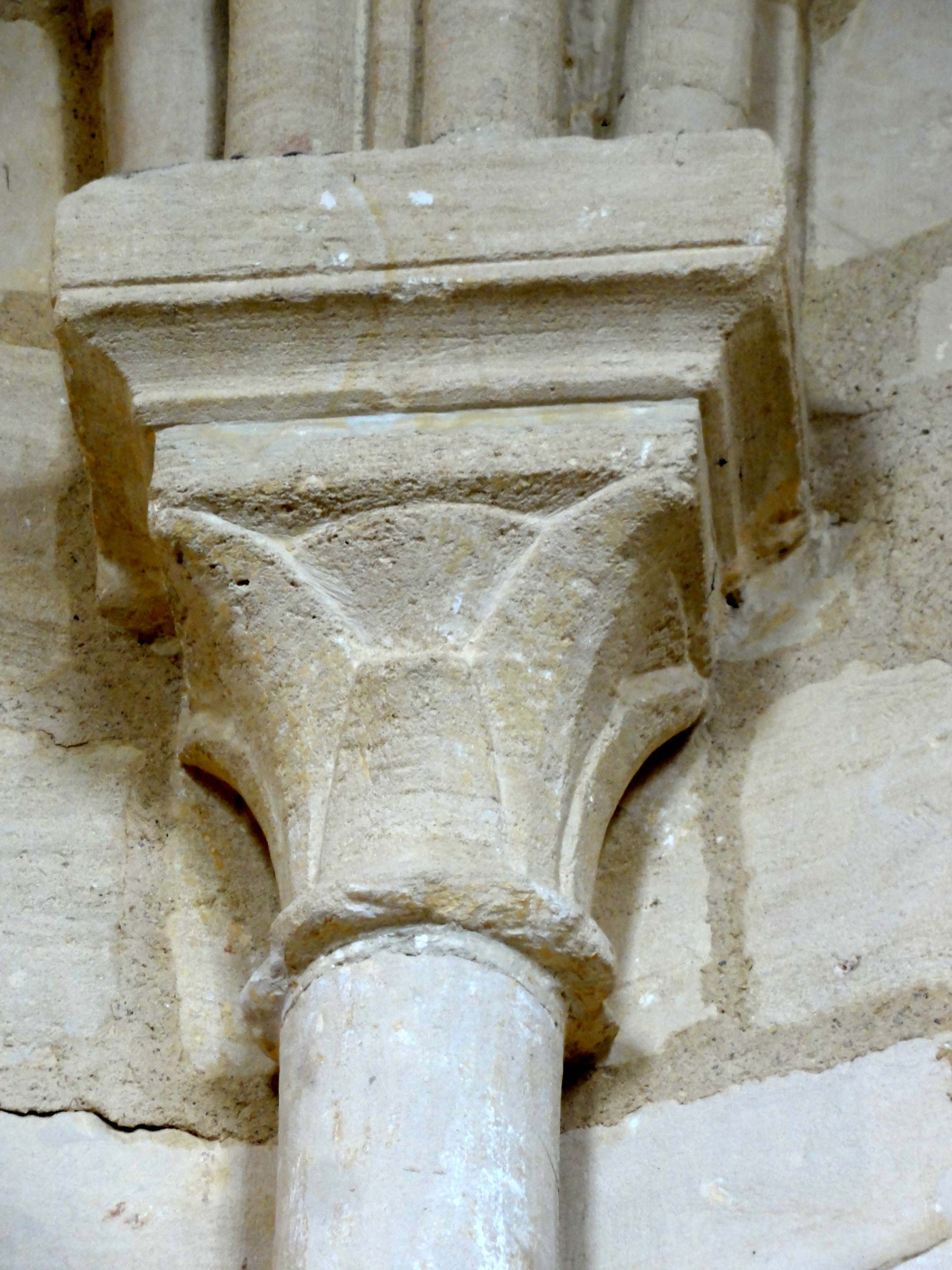
Chapiteau côté nord.
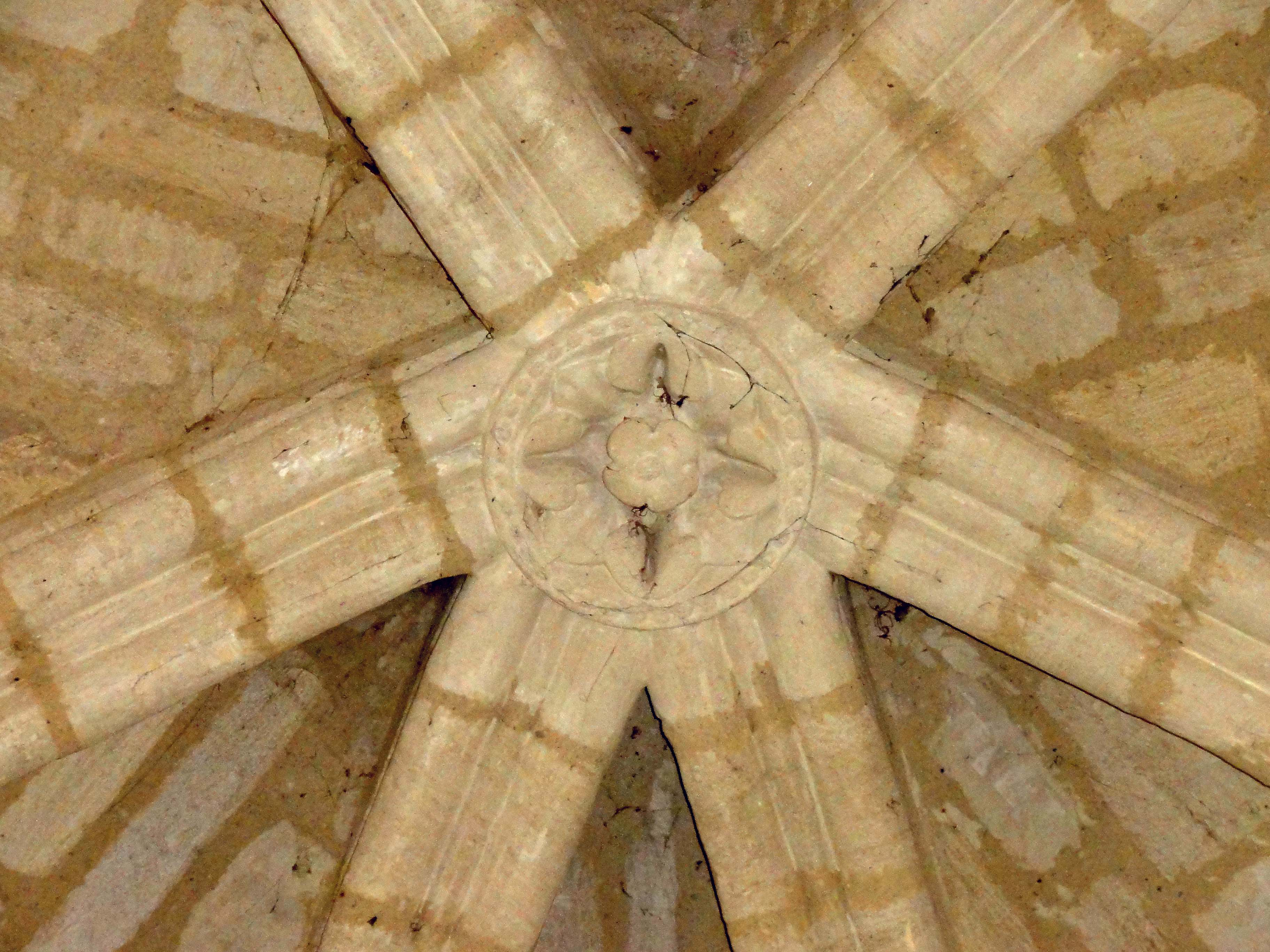
Clé de voûte.

## Extérieur

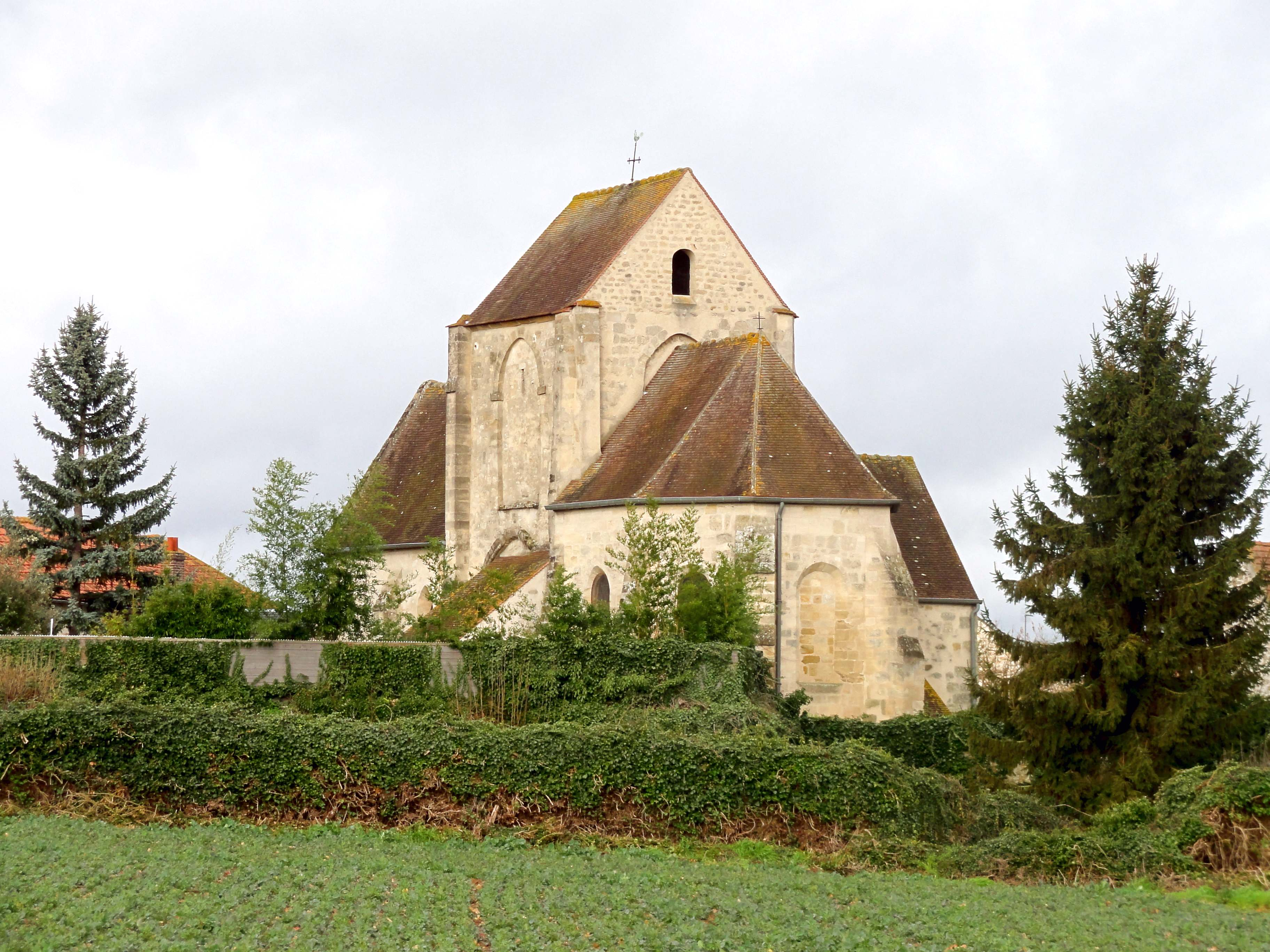
Vue depuis le sud-est.

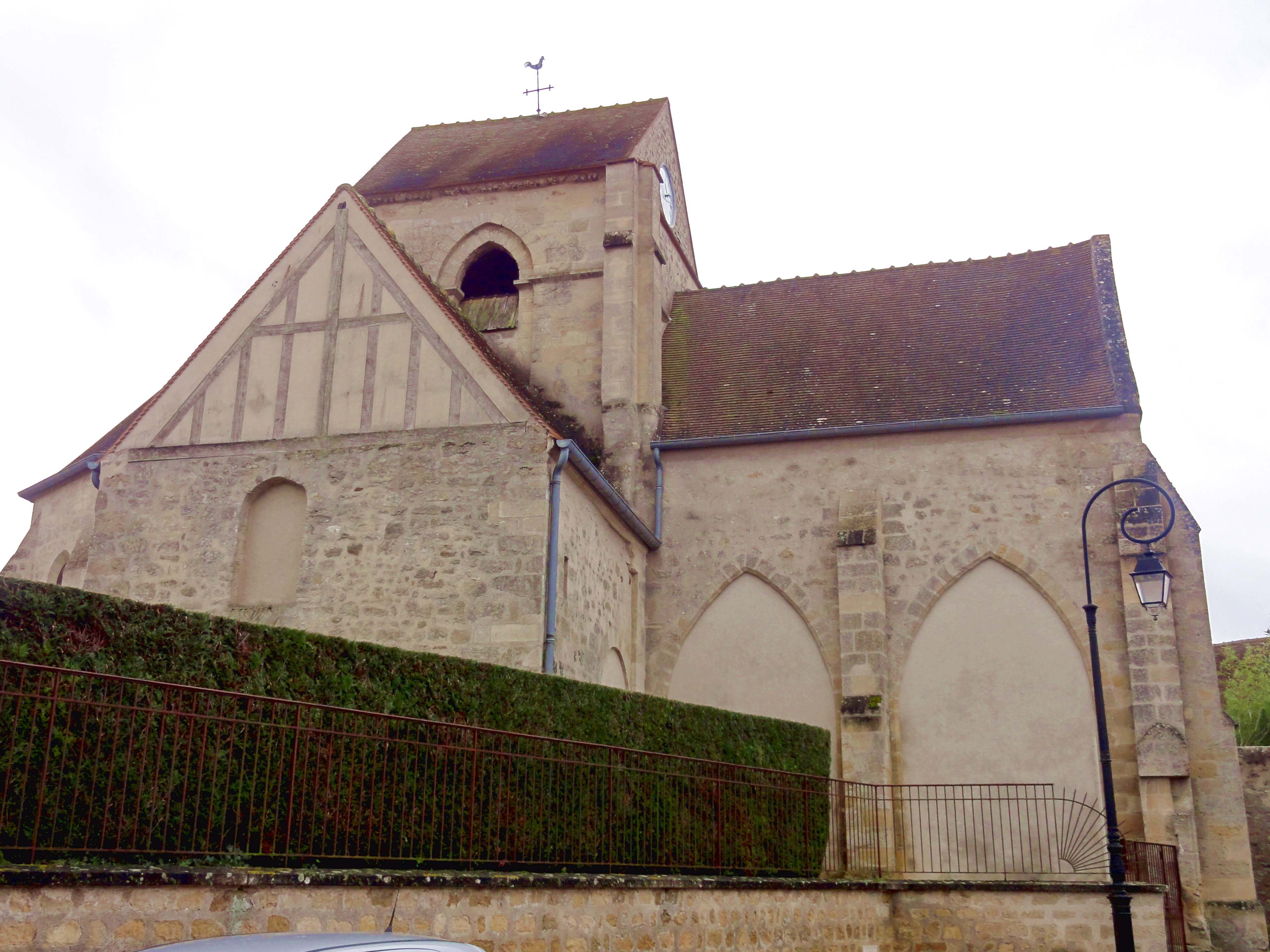
Vue depuis le nord.

La silhouette de l'église est bien particulière et reconnaissable entre les autres églises du Vexin français, qui ont du reste presque toutes leur cachet individuel, mais l'église de La Villeneuve-Saint-Martin ne peut s'enorgueillir ni d'un portail occidental remarquable, ni d'un clocher richement décoré. Ce sont ces deux éléments qui font le principal ornement des églises romanes et gothiques de la région. En l'occurrence, le portail d'origine s'est perdu, et a été refait avec des moulures conformes au style gothique, mais sans l'ambition de l'imiter, et l'étage de beffroi du clocher manque. L'on suppose qu'il n'a jamais été construit, mais il a tout aussi bien pu s'écrouler sur la nef et les croisillons, ce qui expliquerait l'absence de voûtes dans la nef et le croisillon nord, et la démolition du croisillon sud. Dans les environs, les églises d'Avernes et de Vallangoujard constituent d'autres exemples de clochers gothiques dépourvus d'étage de beffroi. Malgré ce défaut esthétique, l'église Notre-Dame-de-l'Assomption n'est pas un édifice rustique, comme le montrent la qualité des voûtes et de leurs supports, et le bel appareil régulier en pierres de moyen appareil, les moellons étant réservés aux pignons du clocher.
Si le pignon du croisillon nord est en torchis, et si ses contreforts viennent manquer, c'est certainement seulement le cas depuis les mutilations que l'église a connu du fait du manque d'entretien, au XIXe siècle ou avant. De même, l'absence de corniches peut résulter de réfections des toitures ; le croisillon nord de Seraincourt (côté ouest) en fournit un exemple. Les fenêtres sans remplage sont la règle à la période de construction, sauf pour les rosaces des façades ou croisillons. En revanche, l'absence de toute ornementation traduit un souci d'économie ; au moins des bandeaux doublement biseautés en forme de sourcil surmontent les baies de la plupart des églises de la première période gothique, si les bandeaux ne sont pas sculptés de motifs décoratifs, et si l'on ne trouve pas d'archivoltes retombant sur deux colonnettes à chapiteaux. En son état actuel, l'architecture de l'église se caractérise surtout par les contreforts assez saillants qui épaulent les angles de la façade, les murs gouttereaux de la nef, même au nord, où il y avait un bas-côté, et l'abside. Ces contreforts se retraitent par un larmier à mi-hauteur, et s'amortissent par un glacis. Il n'y a guère d'autres détails à signaler, si ce n'est que le mur de la façade se retraite grâce à un fruit en dessous de l'oculus, et à la naissance de pignon. Reste à évoquer l'étage du clocher. Ses contreforts, peu saillants à ce niveau, sont scandés par un larmier en haut de l'étage, puis s'arrêtent de manière abrupte à la fin de l'étage. La face septentrionale est ajourée d'une baie en tiers-point à double rouleau. L'archivolte retombe sur une tablette biseautée, qui se poursuit jusqu'aux contreforts. À l'ouest, l'on voit une tablette au même niveau, mais aucune ouverture. Les faces sud et est sont munies de baies presque aussi hauts que l'étage, et à simple rouleau. Ces baies ont été murées. Celle au chevet est en grande partie masquée par la toiture du chœur. Le mur qui bouche la baie méridionale est percé d'une meurtrière. 

## Mobilier

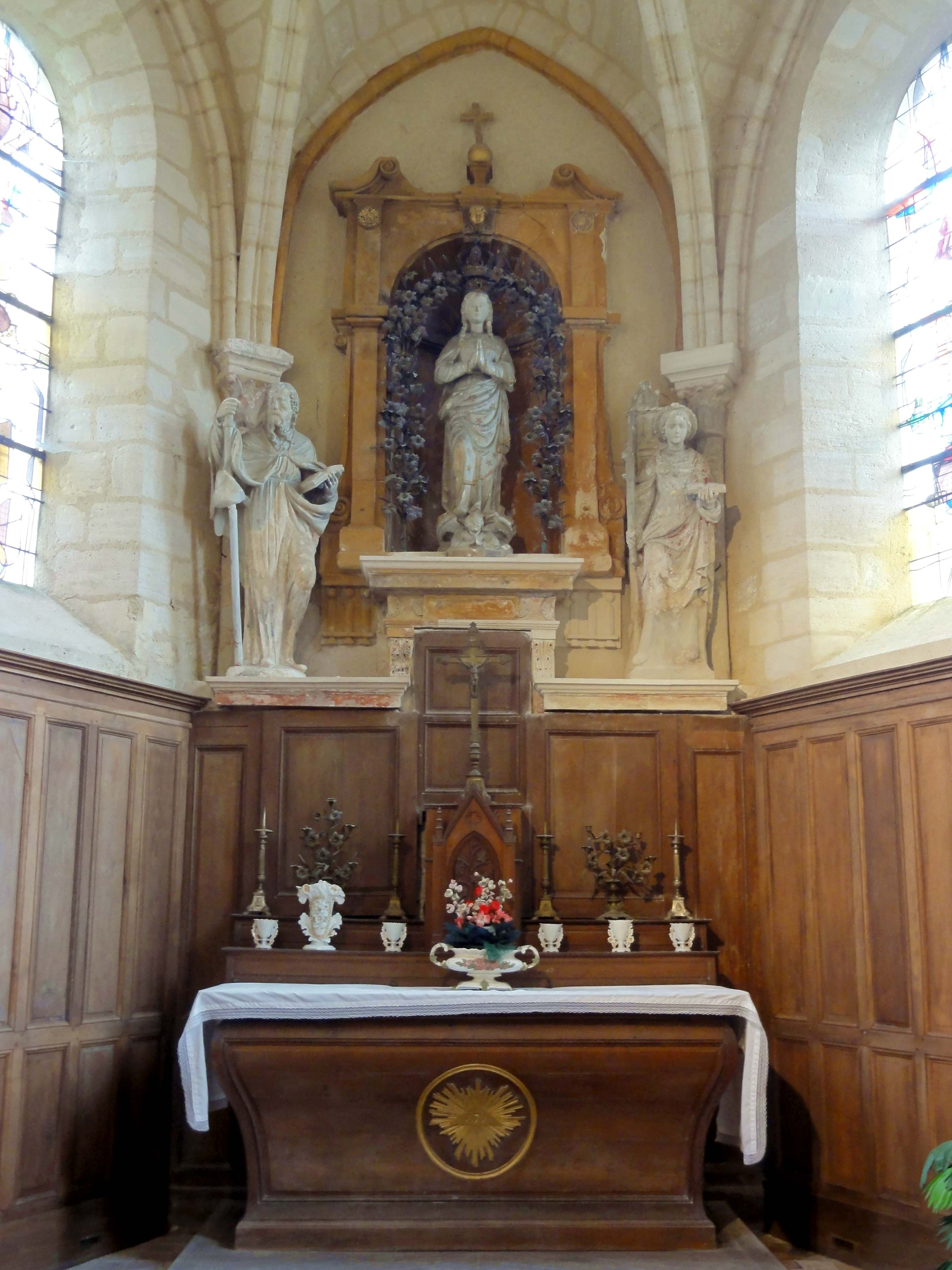
Retable du chevet.

Parmi les éléments du mobilier de l'église, uniquement la cloche en bronze de 1603 est classée monument historique au titre objet. Ses dimensions n'ont pas été prises. Elle est ornée de quatre médaillons, et fut fondue par Nicolas Leclerc. Son classement remonte à juillet 1991. Le mobilier comporte néanmoins quelques éléments remarquables. Il s'agit d'un grand Christ en croix en bois du XVIe siècle, de facture réaliste, et provenant certainement d'une poutre de gloire ; et du retable majeur avec ses trois statues en pierre. L'on peut en outre signaler les boiseries du croisillon nord avec le confessionnal, ainsi que la chaire à prêcher, devant le mur qui ferme la croisée du transept au sud, pour les délicates volutes baroques qui couronnent son dais. Les panneaux de la cuve, décorés d'arcatures trilobés, sont apparemment néo-gothiques, et datent probablement de la remise en état de l'église après les diverses démolitions subies.
Le retable, lui aussi en pierre, se compose d'une niche destinée à abriter la statue de la Sainte-Vierge, foulant du pied un démon, et de la console sur laquelle repose cette statue, flanquée de deux corniches moulurées sur lesquelles sont placées les statues du XVIIe siècle, plus grandes, de saint Jacques le Majeur, à gauche, et sainte Barbe, à droite. Le premier est identifiable grâce à son bourdon de pèlerin et sa petite besace, mais n'a pas son habituel chapeau arborant une coquille Saint-Jacques ; la seconde est reconnaissable grâce à la tour figurant en arrière-plan à gauche, où elle fut enfermée par son père avant son martyre. Sainte Barbe est en outre représentée avec un long bâton, en lieu et place de l'habituelle palme du martyr, et les deux saints tiennent dans leur main gauche un livre ouvert. Les statues gardent seulement des traces de leur polychromie ancienne, mais sont sinon en bon état. La console est de pure style Renaissance, et devrait dater de la fin du XVIe siècle. Elle se compose d'un entablement, dont la métope est décorée de rosaces ou patères à ombilic, et de deux petites consoles sculptées de feuilles d'acanthe stylisées, qui reposent sur les corniches latérales. La niche elle-même est de style baroque, et peinte en ocre. Elle devrait dater du XVIIe siècle, comme les deux statues de saints. Une admirable guirlande en fer forgé entoure la Vierge. Deux pilastres plats cantonnent la niche. Au niveau des impostes de son arc en plein cintre, ils portent des chapiteaux doriques. En dessous, chacun des pilastres est flanqué d'un double aileron effilé, placé verticalement. Les stylobates reposent sur des consoles en faible relief, immédiatement à côté de la console supportant la Vierge, qui sont sculptées d'un triglyphe à gouttes, d'une modénature émoussée assez curieuse. Tout en haut, chacun des pilastres arbore une rosace, au même niveau que la clé d'arc de la niche, sur laquelle se profile une tête de chérubin. Cette clé d'arc est sommée d'un orbe, souvent employé comme attribut du Christ en gloire ou de Dieu le père. De part et d'autre, deux petits ailerons horizontaux esquissent les amorces d'un fronton.

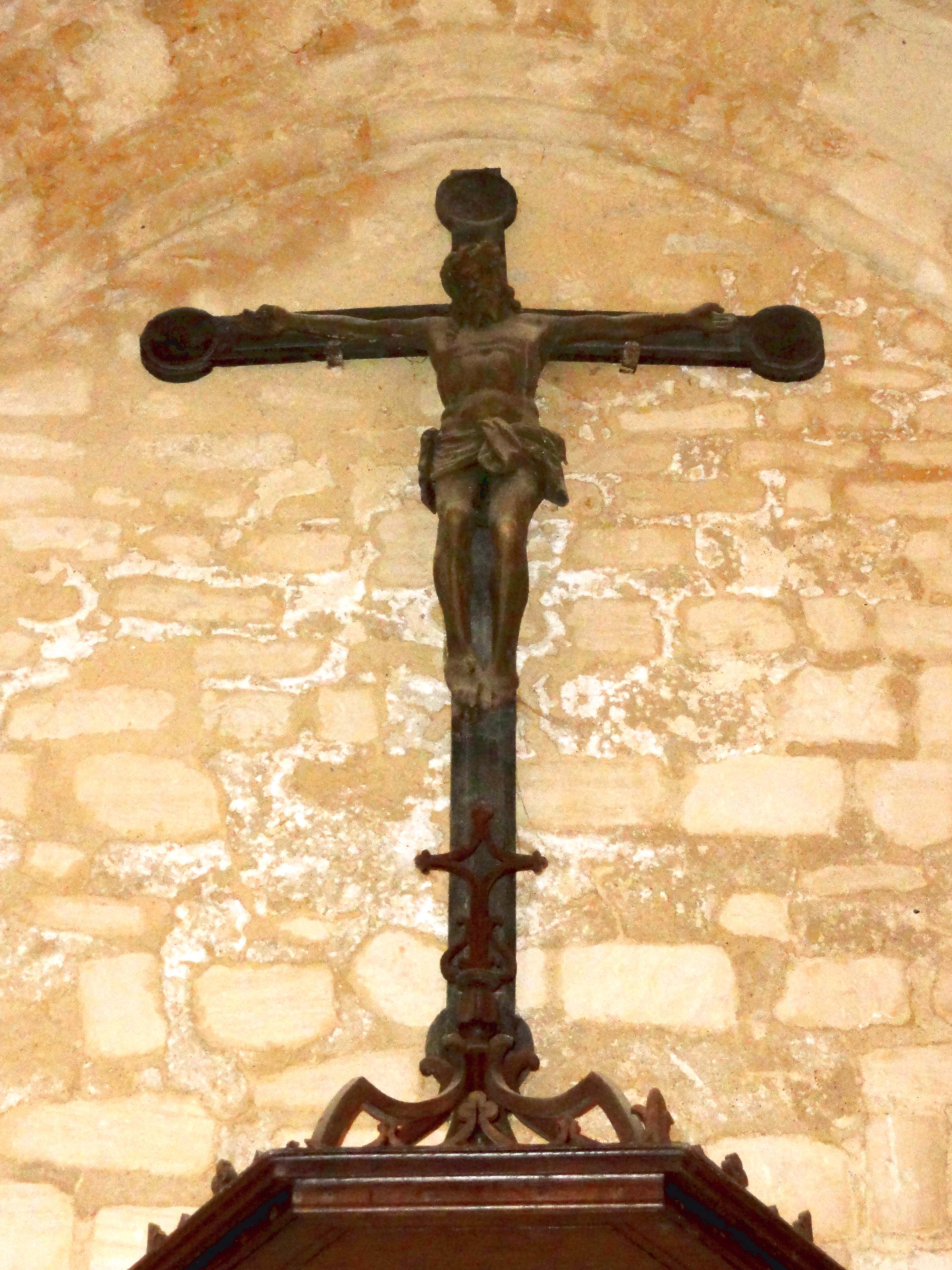
Christ en croix.
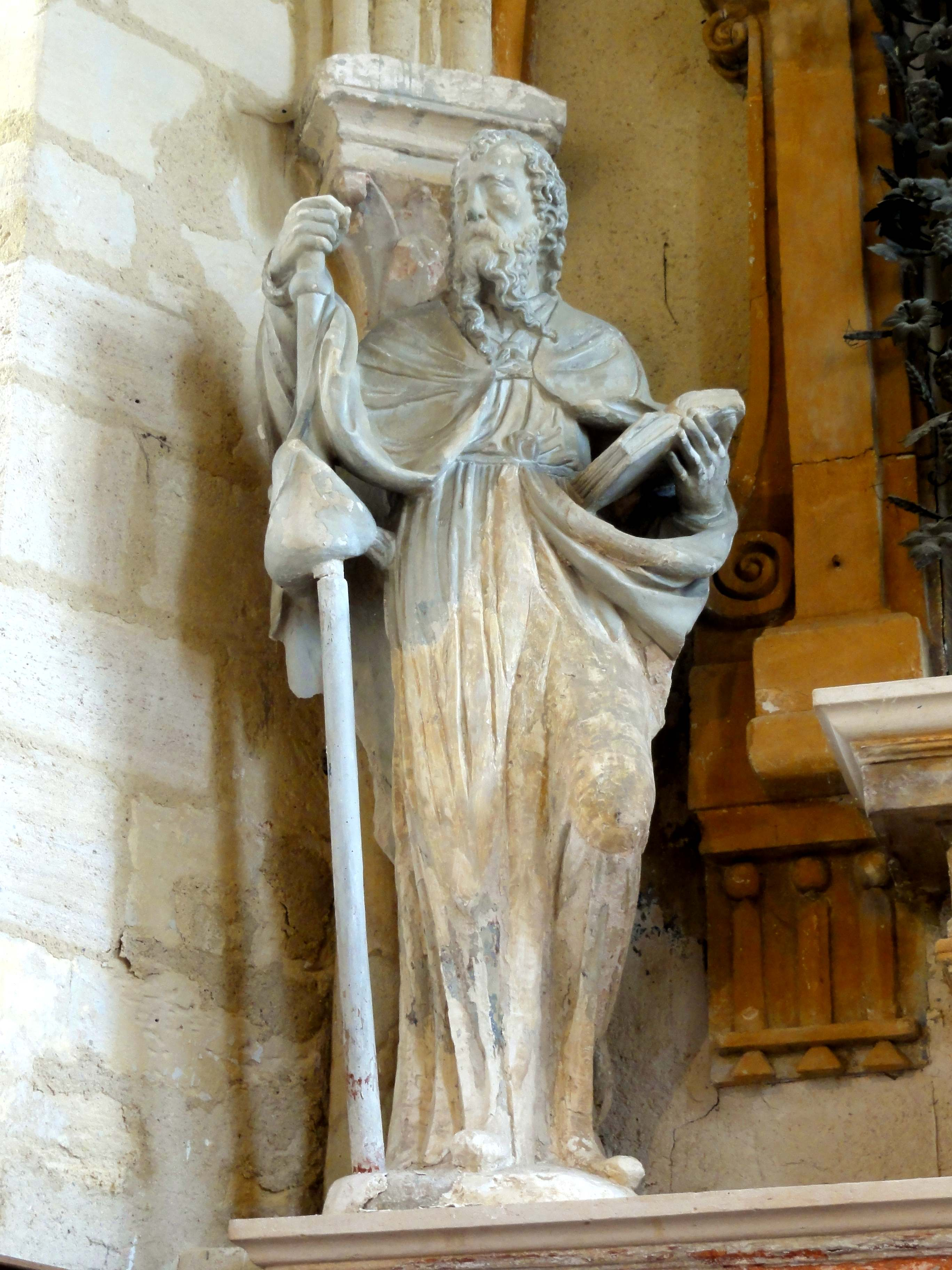
Statue de saint Jacques.
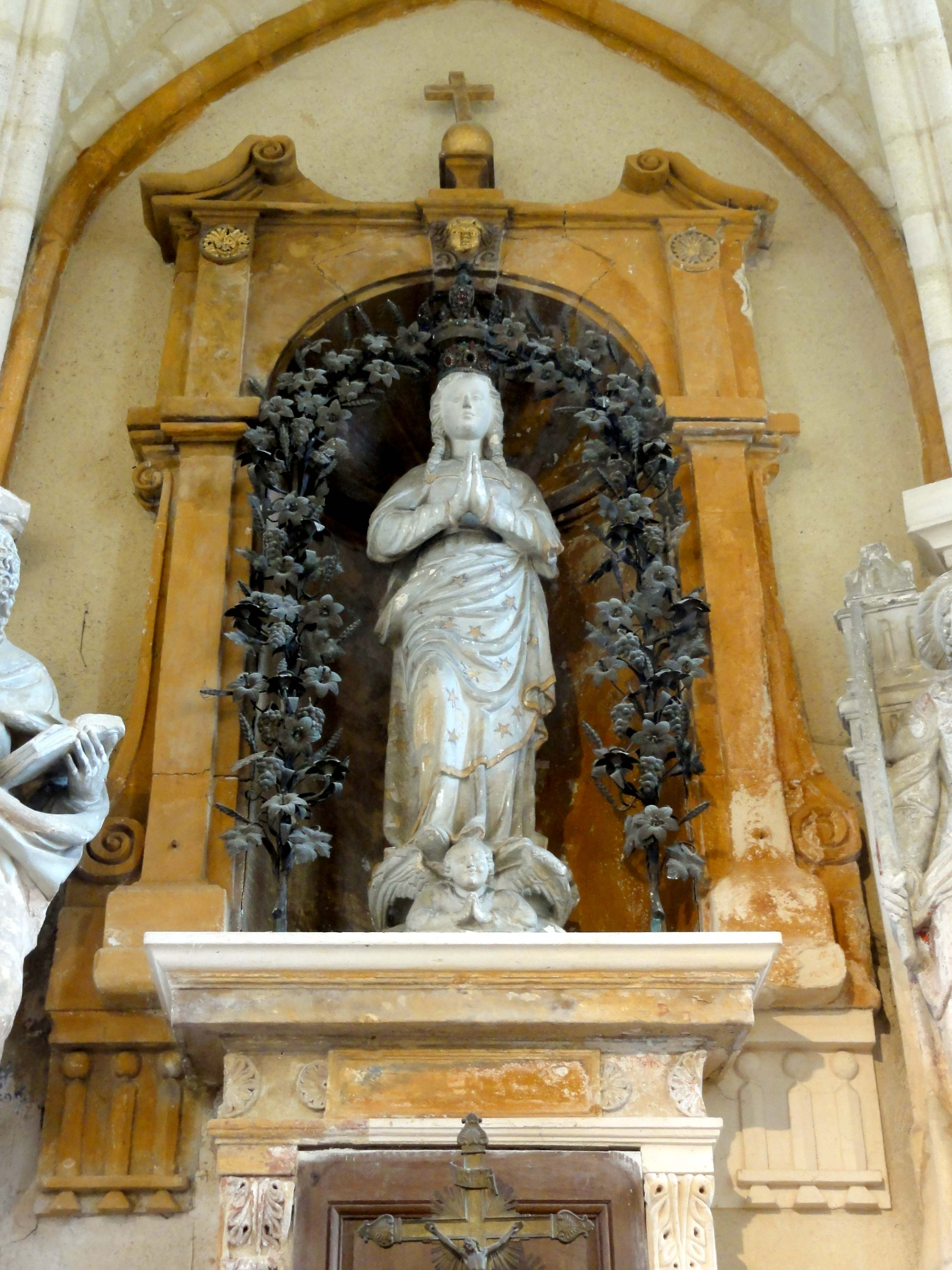
Statue de la Vierge.
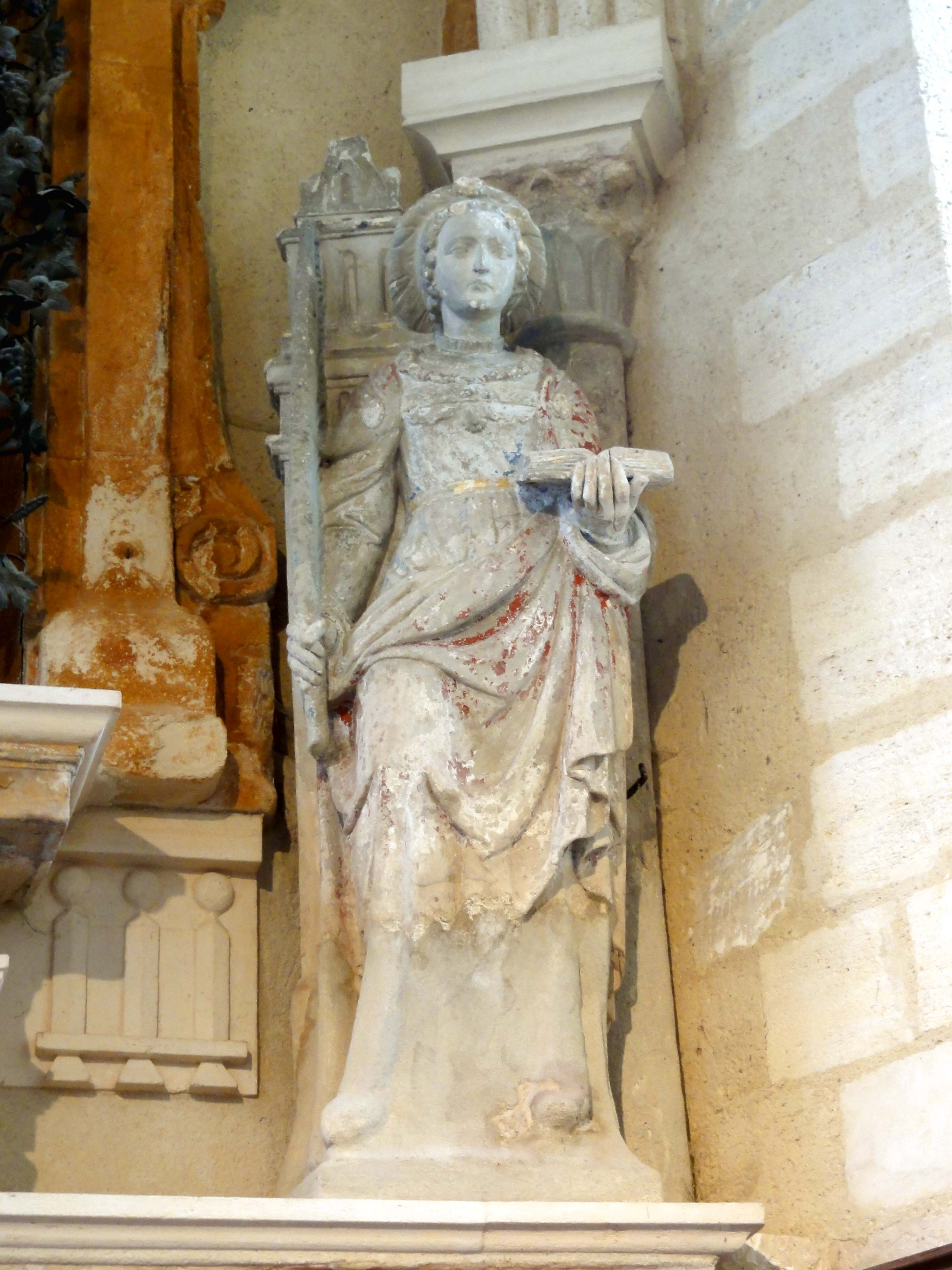
Statue de sainte Barbe.
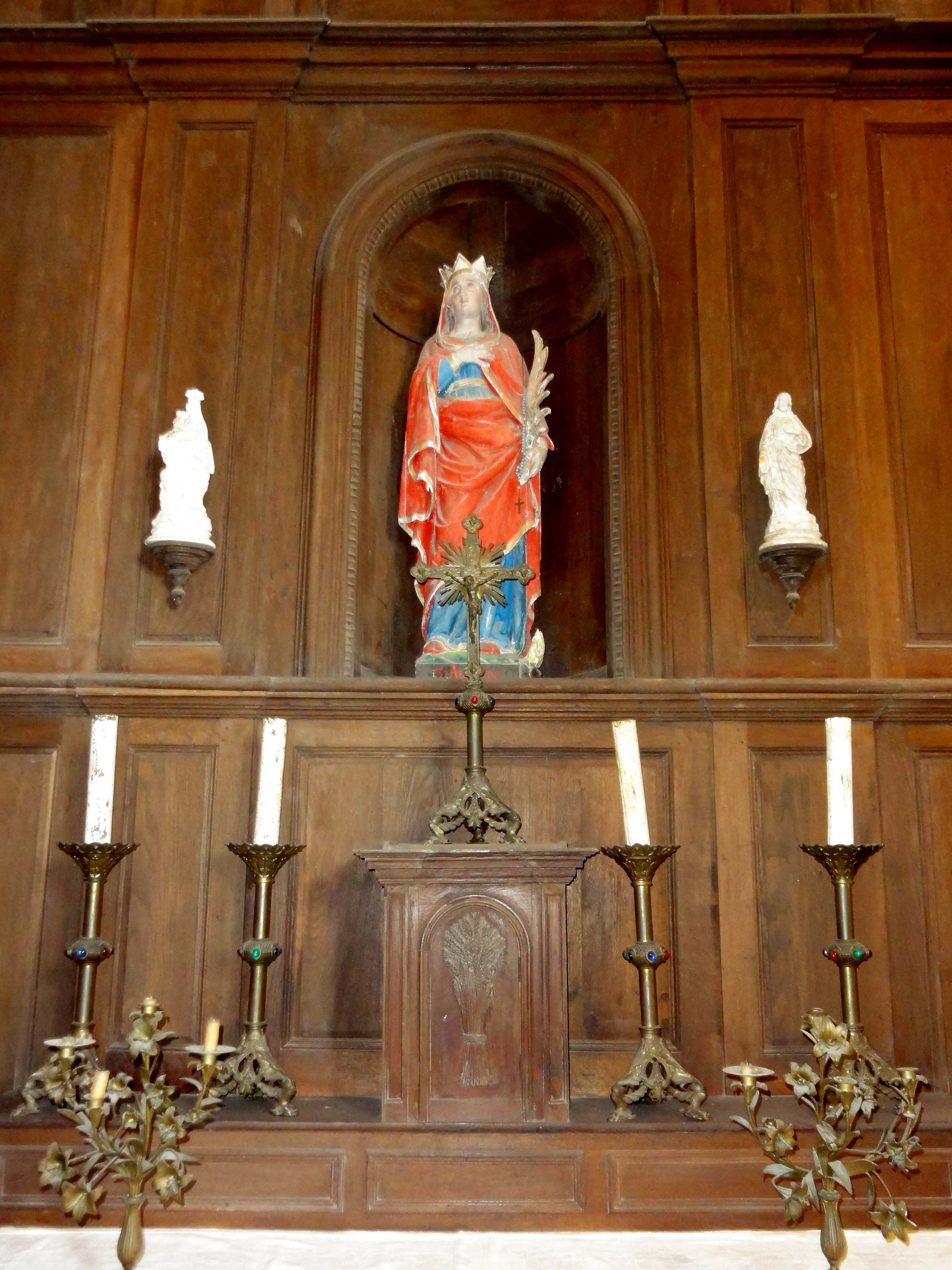
Retable latéral.
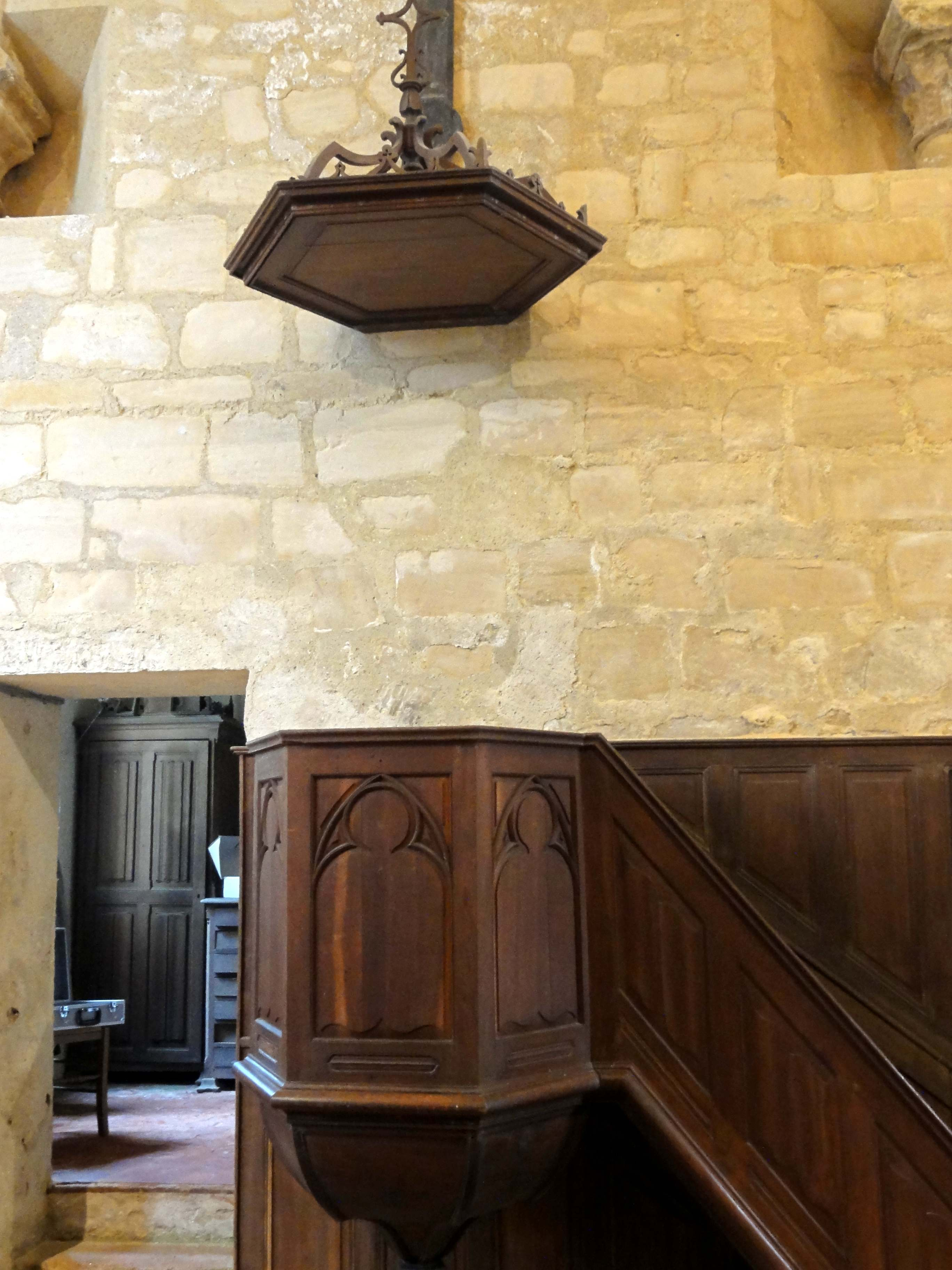
Chaire à prêcher.